# Obwód leningradzki

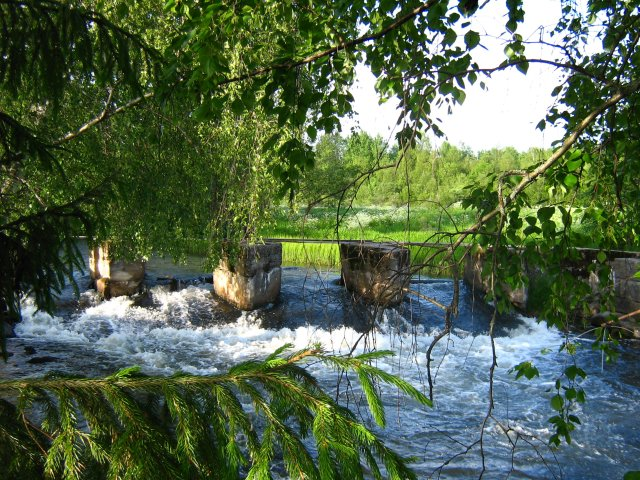
Krajobraz regionu

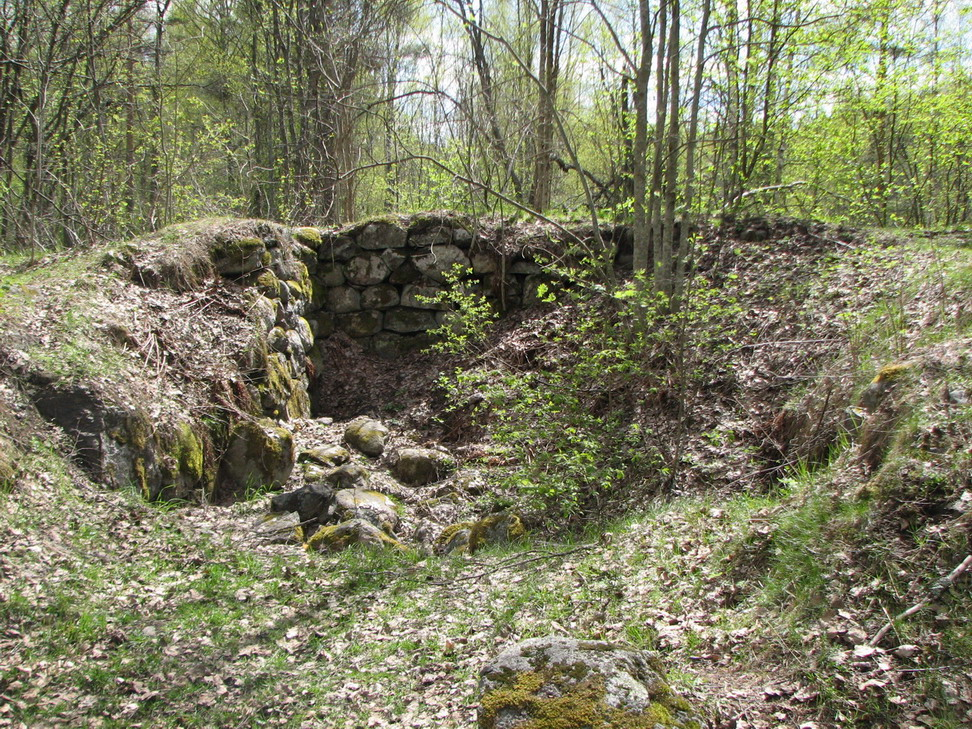
Krajobraz regionu

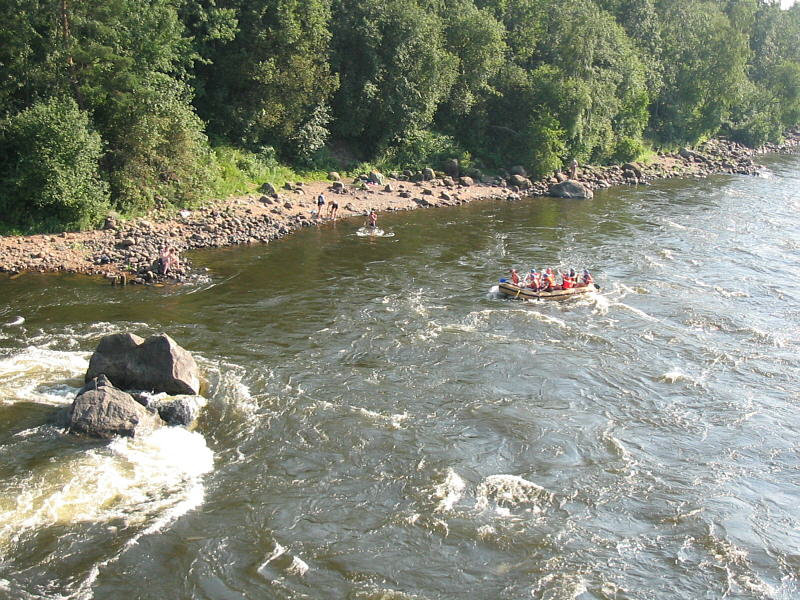
Porohy na Wuoksie

Obwód leningradzki (ros. Ленинградская область, Leningradskaja obłast´) – jednostka administracyjna Federacji Rosyjskiej.

## Geografia

### Położenie i powierzchnia
Obwód leningradzki leży w północno-wschodniej Europie, na północnym zachodzie europejskiej części Rosji, nad Morzem Bałtyckim. Region zajmuje obszar 85 300 km², co stanowi ok. 0,5% powierzchni całej Federacji Rosyjskiej. Z północy na południe obwód ciągnie się na długości 320 km, zaś ze wschodu na zachód – 450 km.
Obwód leningradzki graniczy:
na północy – z Republiką Karelii
na wschodzie – z obwodem wołogodzkim
na południowym wschodzie – z obwodem nowogrodzkim
na południu – z obwodem pskowskim
na południowym zachodzie – z Estonią
na zachodzie – z Petersburgiem
na północnym zachodzie – z Finlandią
Od zachodu do obwodu przylega Morze Bałtyckie

#### Przynależność administracyjna
Pod względem administracyjnym obwód wchodzi w skład utworzonego w 2000 roku Północno-Zachodniego Okręgu Federalnego.

### Rzeźba terenu
Obwód leningradzki leży na terenie Niziny Wschodnioeuropejskiej, co sprawia, iż powierzchnia regionu w przeważającej części na charakter równinny, a przeciętna wysokość bezwzględna to 50–150 m n.p.m. Równiny stanowiące większość powierzchni regionu dzielone są na mniejsze jednostki (m.in. Nizina Wyborska, Nizina Priozierska i in.), leżące nad brzegami Zatoki Fińskiej i jeziora Ładoga oraz w dolinach większych rzek.
Najważniejszymi obszarami wyżynnymi w regionie są Wyżyna Lembołowska, Wyżyna Iżorska i Wyżyna Wepsowska oraz Grzęda Tichwińska. Najwyższy punkt obwodu – góra Gapsielga, położona na Wyżynie Wepsowskiej wznosi się na wysokość 291 m n.p.m.
Na terenie obwodu znajduje się uskok długości ok. 200 km, ciągnący się ze wschodu na zachód regionu, stanowiący brzeg dawnego morza. Wzdłuż uskoku wysokości względne na niewielkim odcinku zmieniają się o 40–60 m.

### Budowa geologiczna

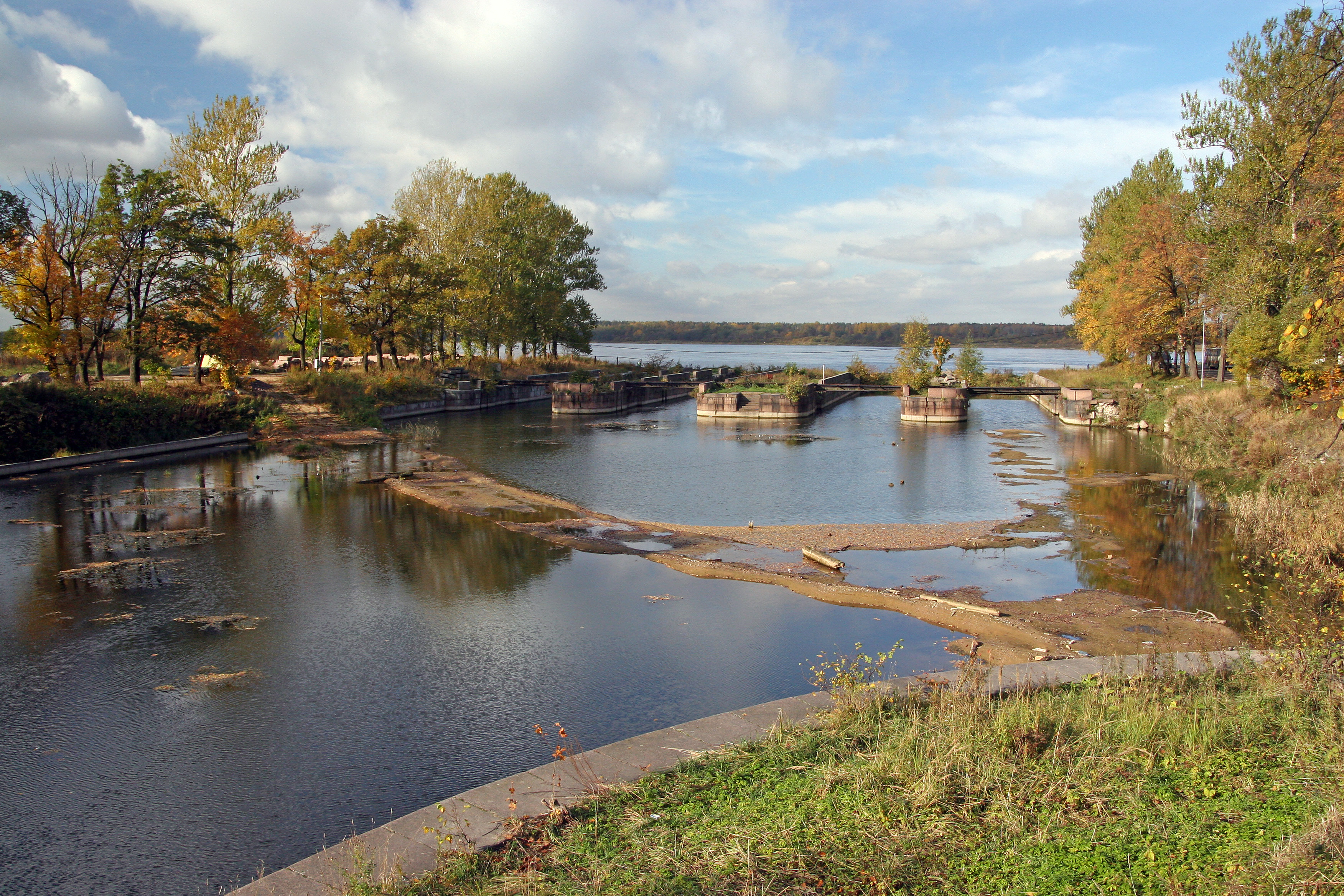
Kanał Ładożski – śluza

Obwód leży na styku dwóch tarcz tektonicznych. Północno-zachodnia część obwodu leży na tarczy fennoskandzkiej, gdzie powierzchni ziemi sięgają struktury skalne z okresu archaiku i proterozoiku, powstałe ponad 600 mln lat temu w wyniku silnych erupcji wulkanicznych. Południowo-wschodnie tereny obwodu leżą na tarczy rosyjskiej. Na południowych brzegach Zatoki Fińskiej oraz nad jeziorem Ładoga w kambrze (ok. 500 mln lat temu) sformowały się pokłady skał osadowych. Na południu regionu znajdują się utwory powstałe w okresie dewonu. We wschodniej części regionu podłoże ma pochodzenie karbońskie. Ostatecznie powierzchnia regionu uformowała się w czwartorzędzie, w rezultacie czterokrotnego przejścia lodowca i działalności wód roztopowych okresach interglacjalnych.

### Klimat

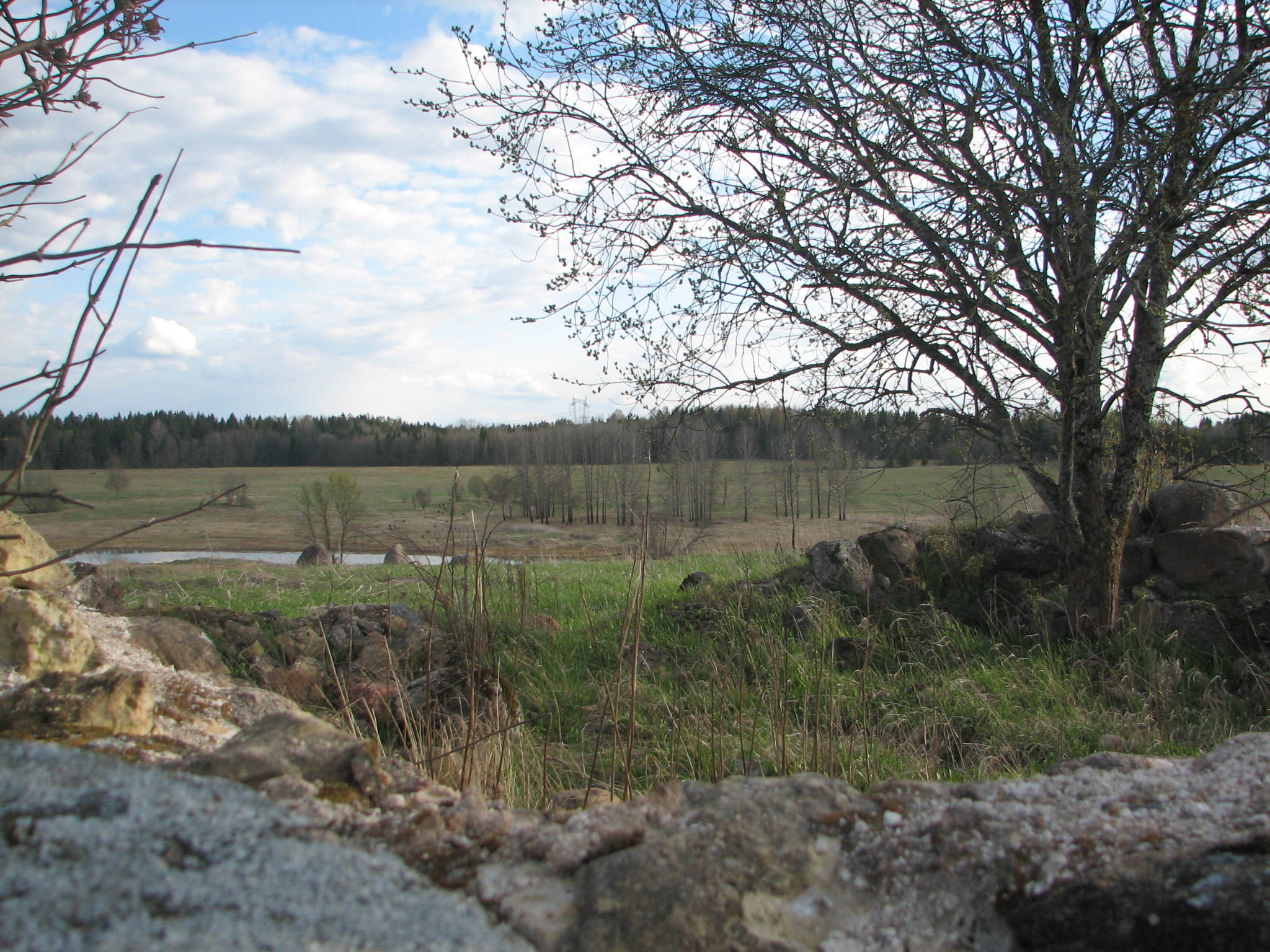
Krajobraz regionu

Na terenie obwodu panuje klimat umiarkowany, przejściowy pomiędzy morskim a kontynentalnym. Morskie masy powietrza sprawiają, iż zima w regionie jest dość łagodna, z częstymi ociepleniami i występującymi zwłaszcza na wybrzeżu odwilżami. Wpływ morskiego powietrza sprawia zarazem, iż lato jest niezbyt ciepłe, a czasem wręcz chłodne. Najchłodniejszą częścią regionu są krańce wschodnie, zaś najcieplejszymi – południowo-zachodnie. Średnia temperatura powietrza w styczniu waha się od −8 °C na wybrzeżu do −11 °C w głębi lądu. Średnia temperatura lipca to od +16 °C do +18 °C. Najniższa zanotowana temperatura to −52 °C, zaś najwyższa to +36 °C.
Wielkość opadów w regionie kształtuje się na poziomie 600–700 mm/rok, przy czym górne wartości tej liczby przypadają na tereny wyżynne, zaś niższe – na nadmorskie niziny. Większość opadów ma postać deszczu. Opady przypadają głównie na okres letnio-jesiennym, maksimum występuje w sierpniu, zaś minimum w lutym.
Zimą opady mają postać śniegu. Stała pokrywa śnieżna pojawia się w drugiej połowie listopada lub pierwszej połowie grudnia i utrzymuje się zwykle do drugiej połowy kwietnia.

### Hydrografia
Obszar obwodu jest terenem o dużej wilgotności. Istnieje tutaj znaczna liczba rzek i jezior. Ponadto wielkie ilości wody znajdują się w bagnach, zajmujących dużą część regionu.

#### Rzeki
Na terenie regionu znajduje się gęsta sieć rzeczna. Łączna długość lokalnych cieków wodnych to ok. 50 tys. km. Obszar obwodu – poza niewielkimi terenami na południowym wschodzie – należy do zlewiska Morza Bałtyckiego.

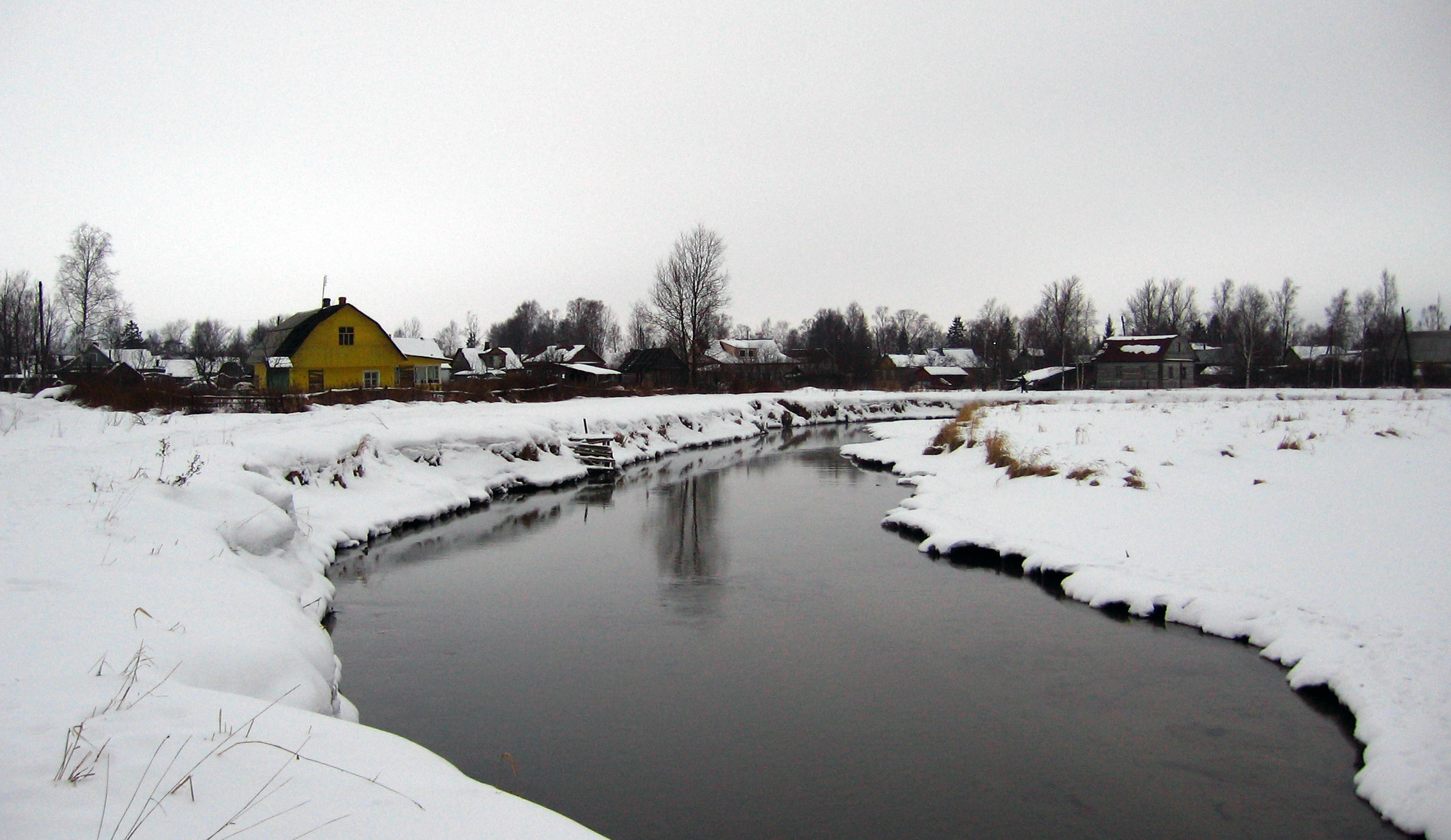
Rzeka Iżora zimą

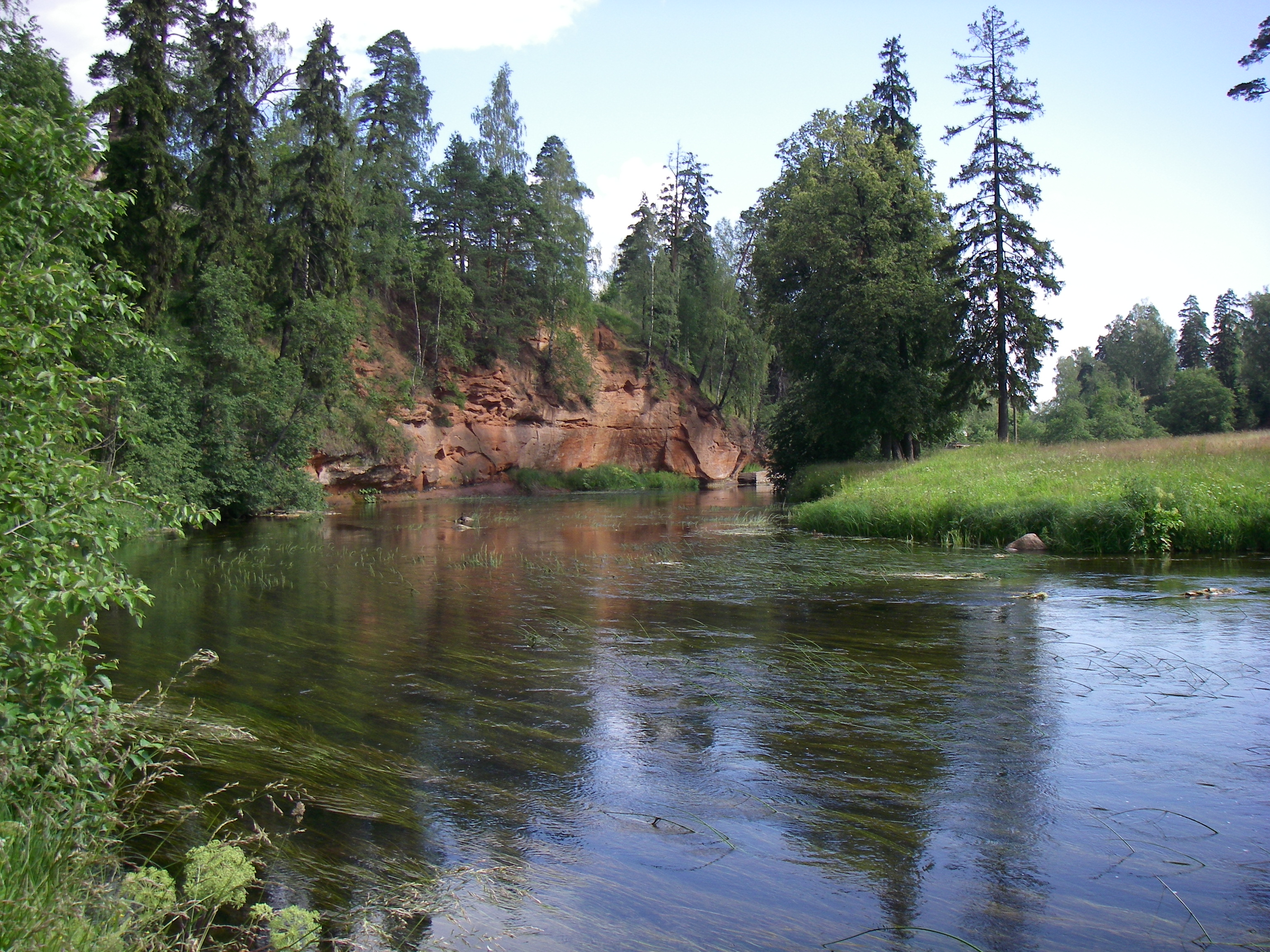
Rzeka Oriedież

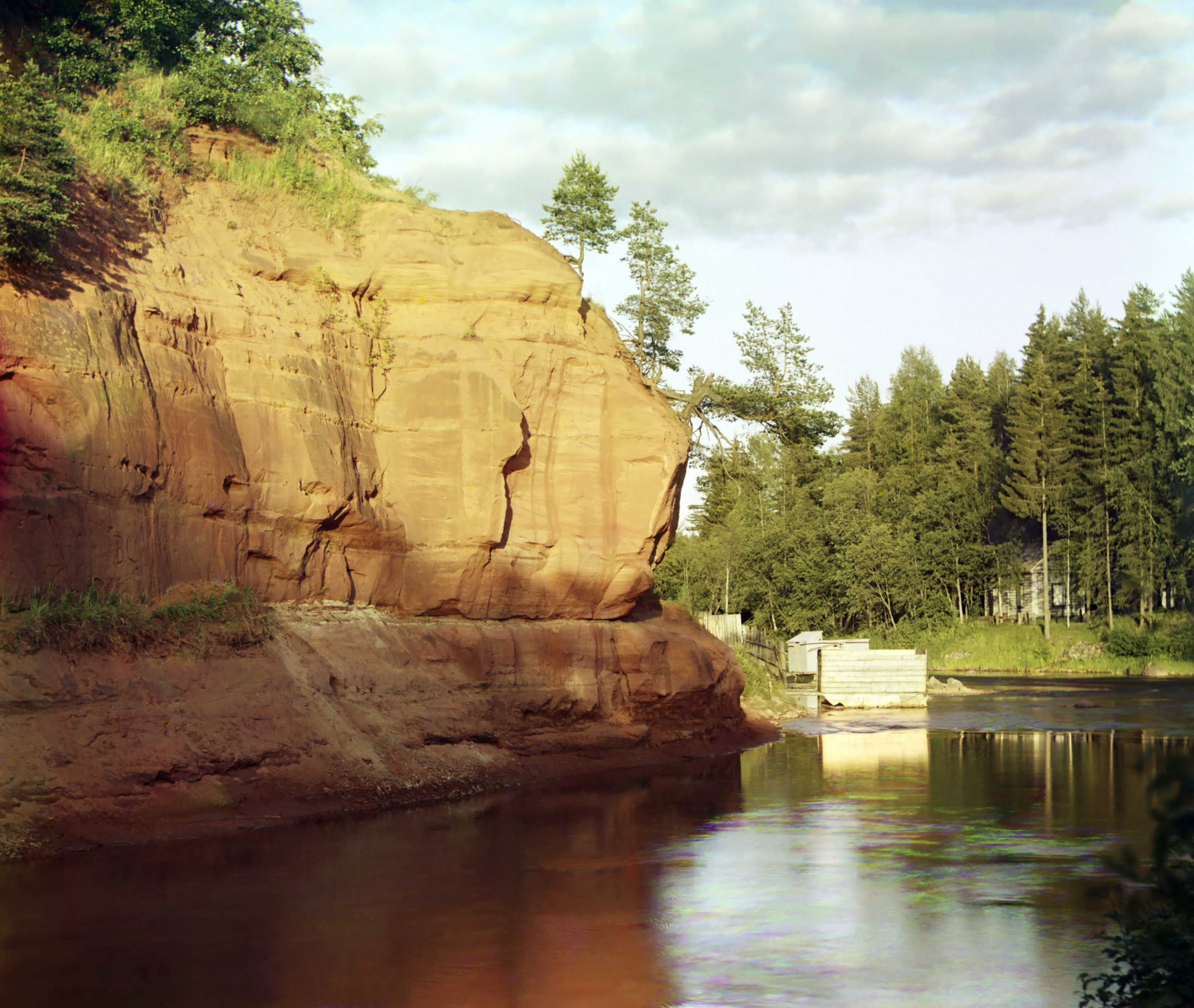
Rzeka Oriedież

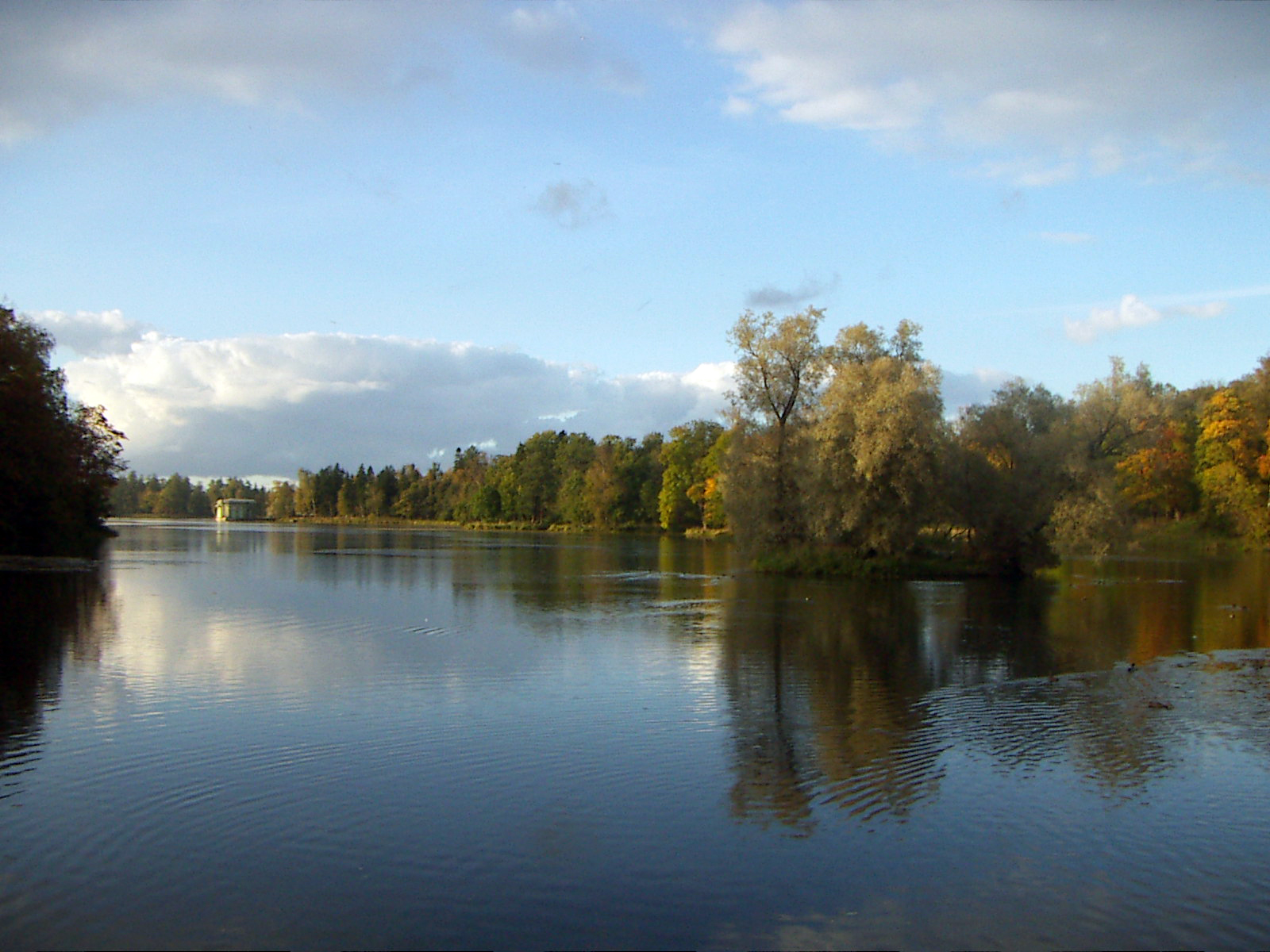
Jedno z jezior obwodu

Największe rzeki obwodu:
(długość i powierzchnia dorzecza dotyczy całej rzeki, nie tylko w granicach obwodu)
| Nazwa    | Długość (w km) | Powierzchnia dorzecza (w km²) |
| -------- | -------------- | ----------------------------- |
| Ługa     | 353            | 13 200                        |
| Ojat´    | 266            | 5200                          |
| Sjaś     | 260            | 7300                          |
| Pasza    | 242            | 6700                          |
| Wołchow  | 224            | 80 200                        |
| Świr     | 224            | 84 000                        |
| Oriedież | 192            | 3200                          |
| Wuoksa   | 156            | 68 700                        |
| Newa     | 74             | 281 000                       |

#### Jeziora
Na terenie obwodu znajduje się ok. 1800 jezior, w tym Ładoga i Onega – największe jeziora Europy.
Największe jeziora obwodu:
| Nazwa            | Powierzchnia (w km²) | Maksymalna głębokość (w m) |
| ---------------- | -------------------- | -------------------------- |
| Ładoga           | 17 700,0             | 225                        |
| Onega            | 9 890,0              | 110                        |
| Wuoksa           | 95,6                 | 24                         |
| Otradnoje        | 66,0                 | 27                         |
| Suchodolskie     | 44,3                 | 17                         |
| Wialie           | 35,8                 | 9                          |
| Sampo            | 40,4                 | 5                          |
| Głubokoje        | 37,9                 | 12                         |
| Komsomolskie     | 24,6                 | 20                         |
| Bałachanowskie   | 15,7                 | 12                         |
| Czeriemienieckie | 15,0                 | 32                         |
| Wriewo           | 12,0                 | 44                         |
| Kawgołowskie     | 5,4                  | 5                          |

### Roślinność
Obszar obwodu znajduje się w zdecydowanej większości leży w strefie tajgi, a ściślej w południowej podstrefie tej formacji roślinnej. Oznacza to, iż na terenie obwodu zaczyna się stopniowe przechodzenie lasów tajgowych w lasy mieszane, które pojawiają się na południowych skrajach regionu. Lasy stanowią 55,5% terytorium obwodu. Pierwotne lasy regionu są w znacznej mierze złożone z sosen. Lasy świerkowe występują głównie na północnym zachodzie i wschodzie obwodu. Jako domieszki w lasach tych występują gatunki liściaste: zwykle brzoza, osika i olcha. Tereny przyległe do Petersburga są w znacznej mierze pozbawione pierwotnej roślinności i wykorzystywane rolniczo.
Oprócz drzew w leningradzkich lasach rosną takie gatunki roślin zielnych jak np.: bagno zwyczajne, konwalia majowa, czarna jagoda, brusznica, żurawina, malina, pięciornik itd.

### Świat zwierzęcy obwodu

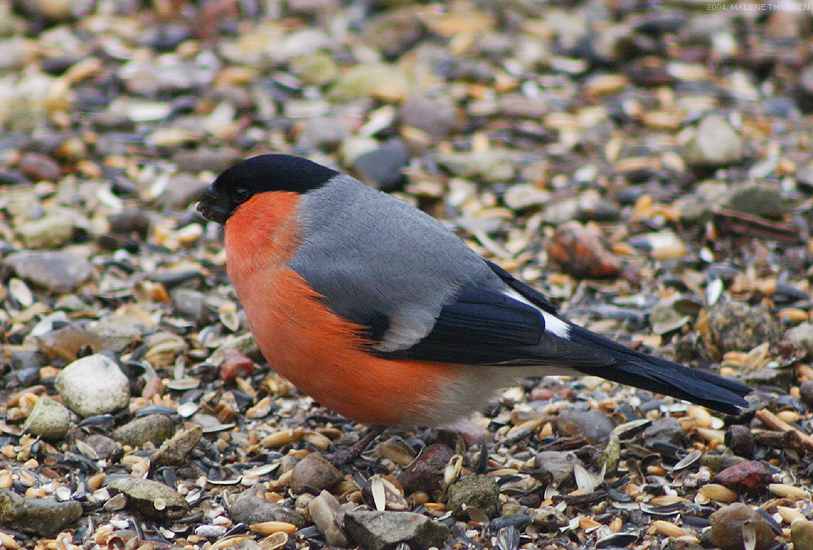
Gil – jeden z częściej spotykanych ptaków obwodu

Świat zwierzęcy obwodu reprezentują głównie gatunki leśne, wśród których jest 68 gatunków ssaków i ok. 300 gatunków ptaków, a także ok. 80 gatunków ryb oraz bliżej nieokreślona liczba gatunków bezkręgowców, szacowana na kilka tysięcy.
Spośród ssaków w regionie występują powszechnie m.in. wiewiórka, tchórz, kuna, kret, zające: szarak i bielak, liczne gryzonie (m.in. myszy polna i leśna). Rzadziej spotkać można wilki, dziki, sarny, lisy, łosie, niedźwiedzie, rysie, łasice, wydry, jelenie wschodnie, piżmaki, norki, jenoty i bobry. W przyległym do obwodu morzu żyje kilka gatunków fok.
Ptakami spotykanym w regionie są m.in. głuszce, kuropatwy, pardwy, jarząbki, cietrzewie, różne gatunki kaczek i gęsi, drozdy, dzięcioły, sikorki, kukułki, skowronki, gile oraz wrony i wróble. Znaczna większość tych ptaków przylatuje na obszar obwodu tylko na okres lęgowy i na zimę odlatuje na południe.
W stanowiących dużą część powierzchni regionu wodach żyją liczne ryby, zarówno słodko- jak i słonowodne. Spośród ryb morskich wymienić można szproty bałtyckie, dorsze atlantyckie, i szczupaki. Ryby słodkowodne występujące w lokalnych wodach to m.in. sielawy, okonie, sandacze, leszcze, płocie. Niektóre żyjące w wodach regionu gatunki, jak np. węgorze i łososie żyją zarówno w morzu, jak i w rzekach.

Podział administracyjny obwodu leningradzkiego

Niektóre z miejscowych gatunków są zwierzętami rzadkimi i jako zagrożone wyginięciem zapisane są w tzw. Czerwonej Księdze. Zaliczyć tu można zwłaszcza ptaki, m.in.: orła przedniego, gadożera, sokoła wędrownego, rybołowa, oraz niektóre gatunki morskich ssaków.

## Podział administracyjny
Od 1 stycznia 2006 roku obwód leningradzki dzieli się 17 rejonów municypalnych i 1 okręg miejski.
W ramach owych 17 rejonów funkcjonują 62 samorządy miejskie i 142 samorządy wiejskie.

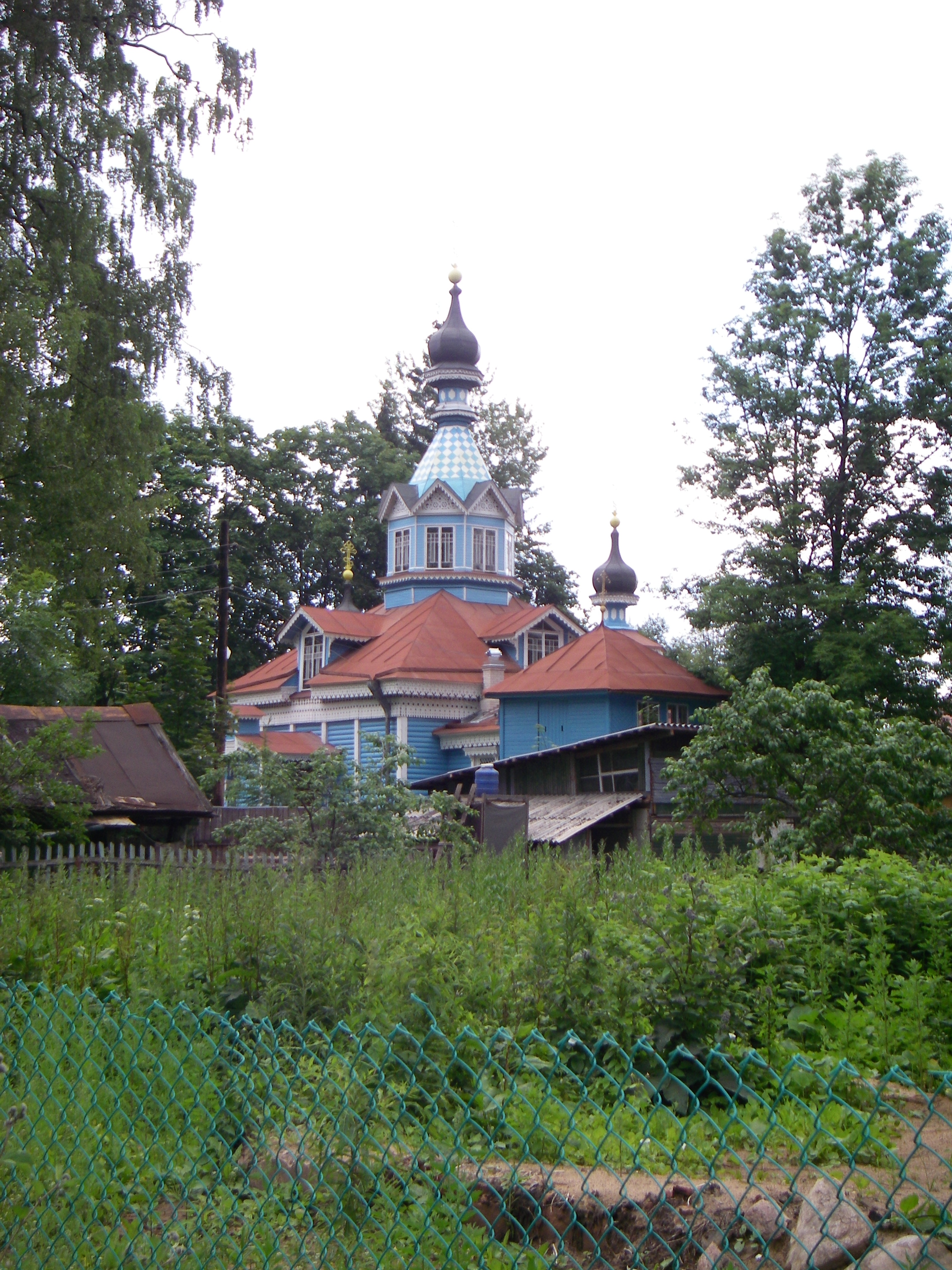
Cerkiew św. Piotra i Pawła w osadzie Siwierskij

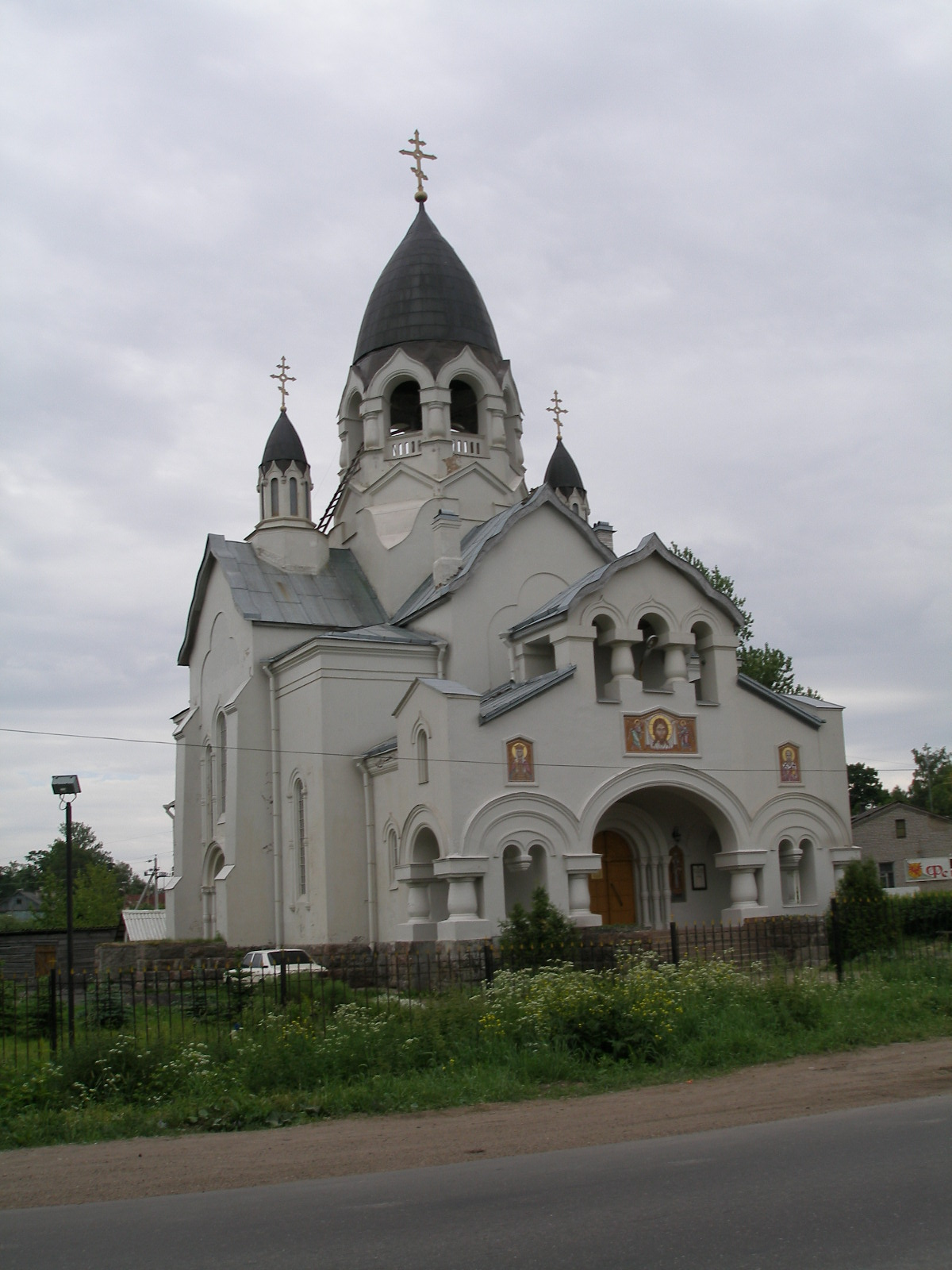
Cerkiew w Tajcach

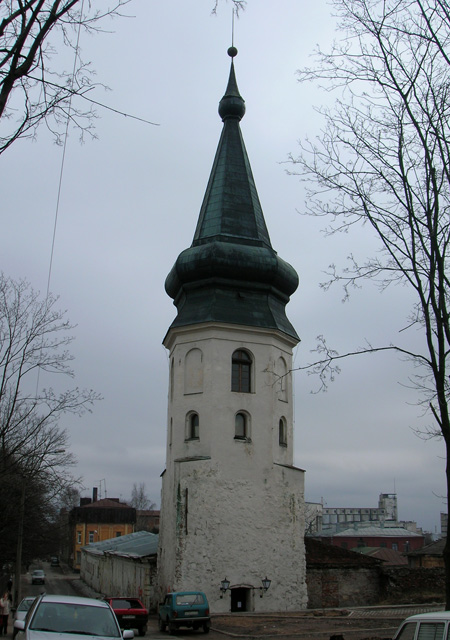
Wieża ratusza w Wyborgu

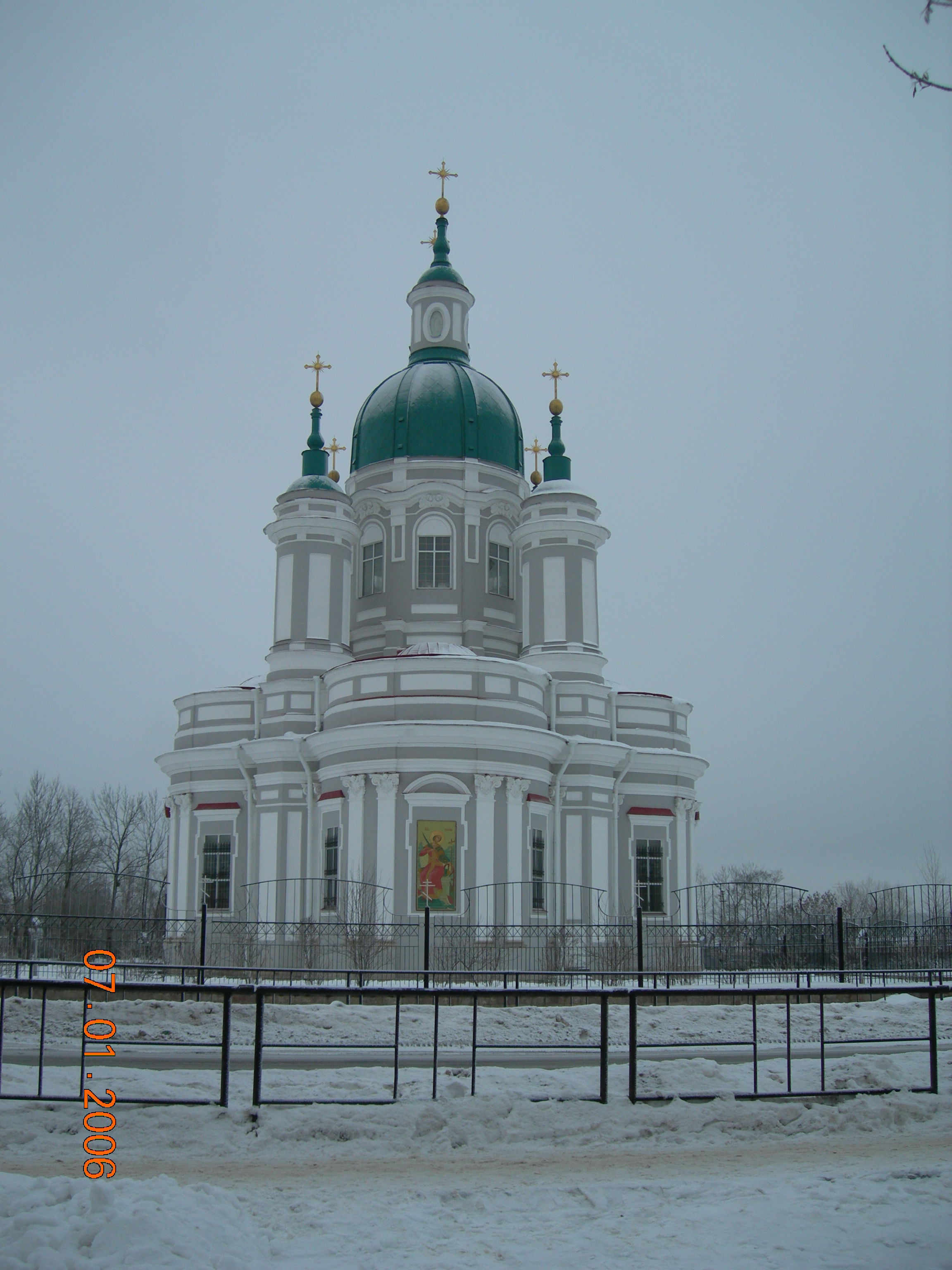
Cerkiew w Kingisieppie

| L.p. na mapie | Rejon                         | Nazwa rosyjska                 | Powierz- chnia (w tys. km²) | Liczba miesz- kańców (w tys.) | Ośrodek admini- stracyjny |
| ------------- | ----------------------------- | ------------------------------ | --------------------------- | ----------------------------- | ------------------------- |
| 1.            | Boksitogorski                 | Бокситогорский район           | 7,18                        | 55,8                          | Boksitogorsk              |
| 2.            | Wołosowski                    | Волосовский район              | 2,73                        | 48,0                          | Wołosowo                  |
| 3.            | Wołchowski                    | Волховский район               | 5,22                        | 95,2                          | Wołchow                   |
| 4.            | Wsiewołożski                  | Всеволожский район             | 3,09                        | 217,1                         | Wsiewołożsk               |
| 5.            | Wyborgski                     | Выборгский район               | 7,49                        | 189,9                         | Wyborg                    |
| 6.            | Gatczyński                    | Гатчинский район               | 2,94                        | 219,7                         | Gatczyna                  |
| 7.            | Kingisieppski                 | Кингисеппский район            | 2,99                        | 81,6                          | Kingisiepp                |
| 8.            | Kiriszski                     | Киришский район                | 3,07                        | 66,9                          | Kiriszy                   |
| 9.            | Kirowski                      | Кировский район                | 2,64                        | 95,5                          | Kirowsk                   |
| 10.           | Łodiejnopolski                | Лодейно-польский район         | 4,95                        | 33,9                          | Łodiejnoje Pole           |
| 11.           | Łomonosowski                  | Ломоносовский район            | 2,01                        | 64,7                          | Łomonosow                 |
| 12.           | Łużski                        | Лужский район                  | 6,07                        | 78,7                          | Ługa                      |
| 13.           | Podporożski                   | Подпорожский район             | 7,83                        | 33,5                          | Podporożje                |
| 14.           | Priozierski                   | Приозерский район              | 3,55                        | 61,6                          | Prioziersk                |
| brak          | Sosnowoborski (okręg miejski) | Сосновоборский городской округ | 0,07                        | 66,6                          | Sosnowy Bór               |
| 15.           | Słancewski                    | Сланцевский район              | 2,21                        | 46,0                          | Słancy                    |
| 16.           | Tichwiński                    | Тихвинский район               | 7,14                        | 76,1                          | Tichwin                   |
| 17.           | Tosnieński                    | Тосненский район               | 3,68                        | 112,3                         | Tosno                     |

## Ludność
Na terenie obwodu żyje 1894,0 tys. osób (2021), co stanowi 1,29% całej populacji Rosji. Średnia gęstość zaludnienia w regionie to 22,57 os./km². Najgęściej zaludnione są rejony leżące w pobliżu Petersburga, zaś najsłabiej – wschodnie obszary obwodu.
Części niektórych rejonów obwodu (m.in. wyborgskiego, wsiewołoskiego, kirowskiego i in.) wchodzą w skład aglomeracji petersburskiej.
Na terenie obwodu leningradzkiego znajduje się 31 miast i 32 osiedla typu miejskiego. Miasta te nie są zbyt duże – największe z nich – Gatczyna liczy 88,8 tys. mieszkańców.
Ludność miejska w liczbie 1089,5 tys. osób stanowi 66,28% ogółu populacji obwodu. 554,4 tys. mieszkańców obwodu (33,72% populacji) zamieszkuje na wsiach, spośród których 31 liczy ponad 3 tys. mieszkańców.
45% mieszkańców stanowią osoby w wieku produkcyjnym. Spośród nich 39% pracuje w przemyśle, 34% – w sferze usług, 18% – w rolnictwie, a 9% – w transporcie
Liczba mieszkańców obwodu systematycznie spada. Główną przyczyną jest niski przyrost naturalny, spowodowany osiedlaniem się młodych ludzi w okresie ZSRR w Petersburgu (wówczas noszącym nazwę Leningrad) (na prowincji pozostawały osoby starsze).

### Wyznania
Zdecydowana większość ludności wyznaje prawosławie. Po okresie ateizacji w czasach ZSRR pozostała duża liczba niewierzących. Z licznych, acz niewielkich mniejszości wyznaniowych żyją m.in. katolicy, protestanci (zwykle luteranie), muzułmanie i żydzi.

### Narodowości
Rdzennymi mieszkańcami regionu są ludy ugrofińskie: Wepsowie, Iżorowie i Karelowie oraz Finowie. Obecnie populacja tych nacji na terenie obwodu jest bardzo nieliczna, zaś 90% populacji stanowią Rosjanie.
Udział procentowy poszczególnych narodowości w populacji obwodu:

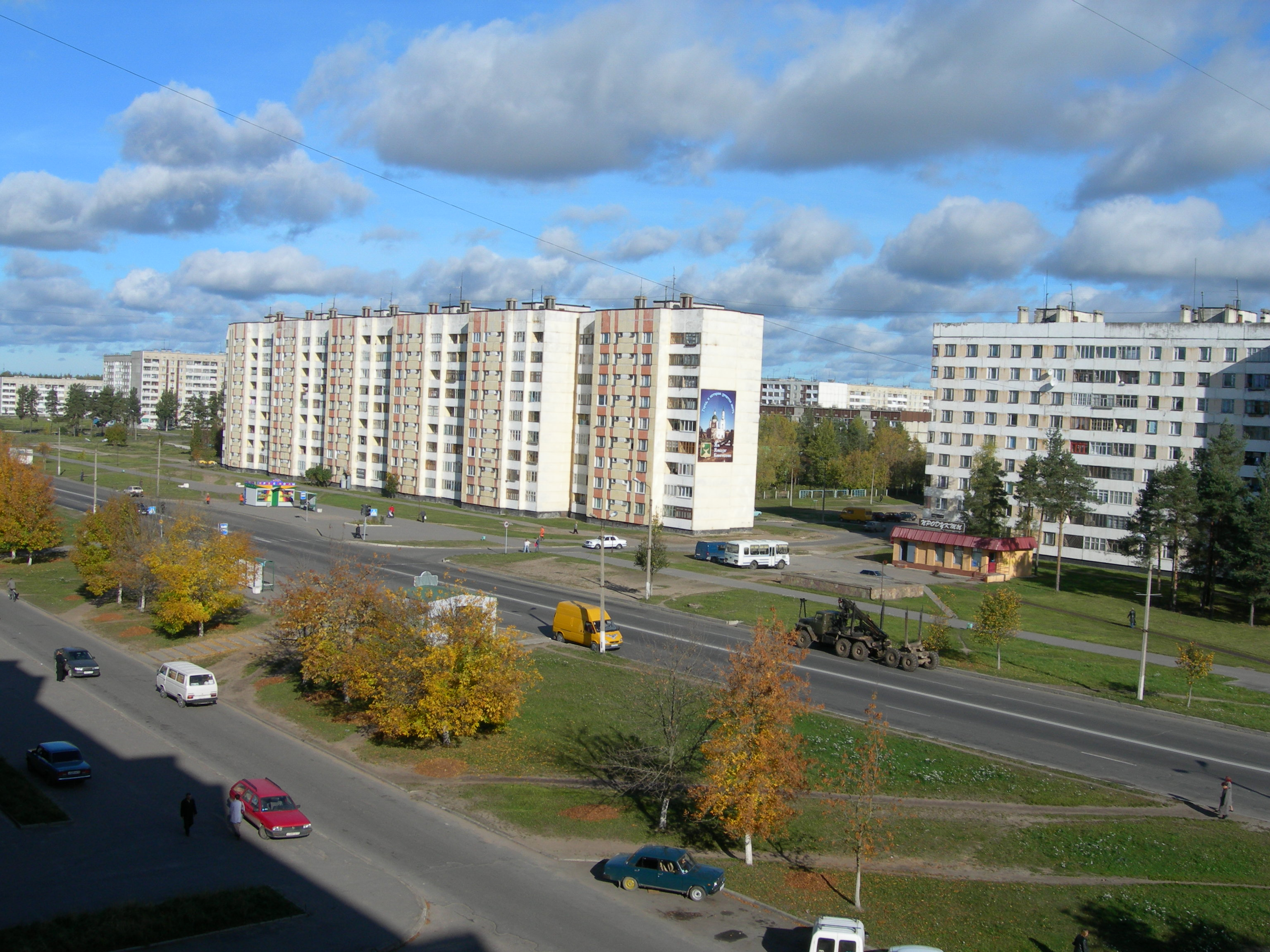
Bloki mieszkalne w Kingisieppie

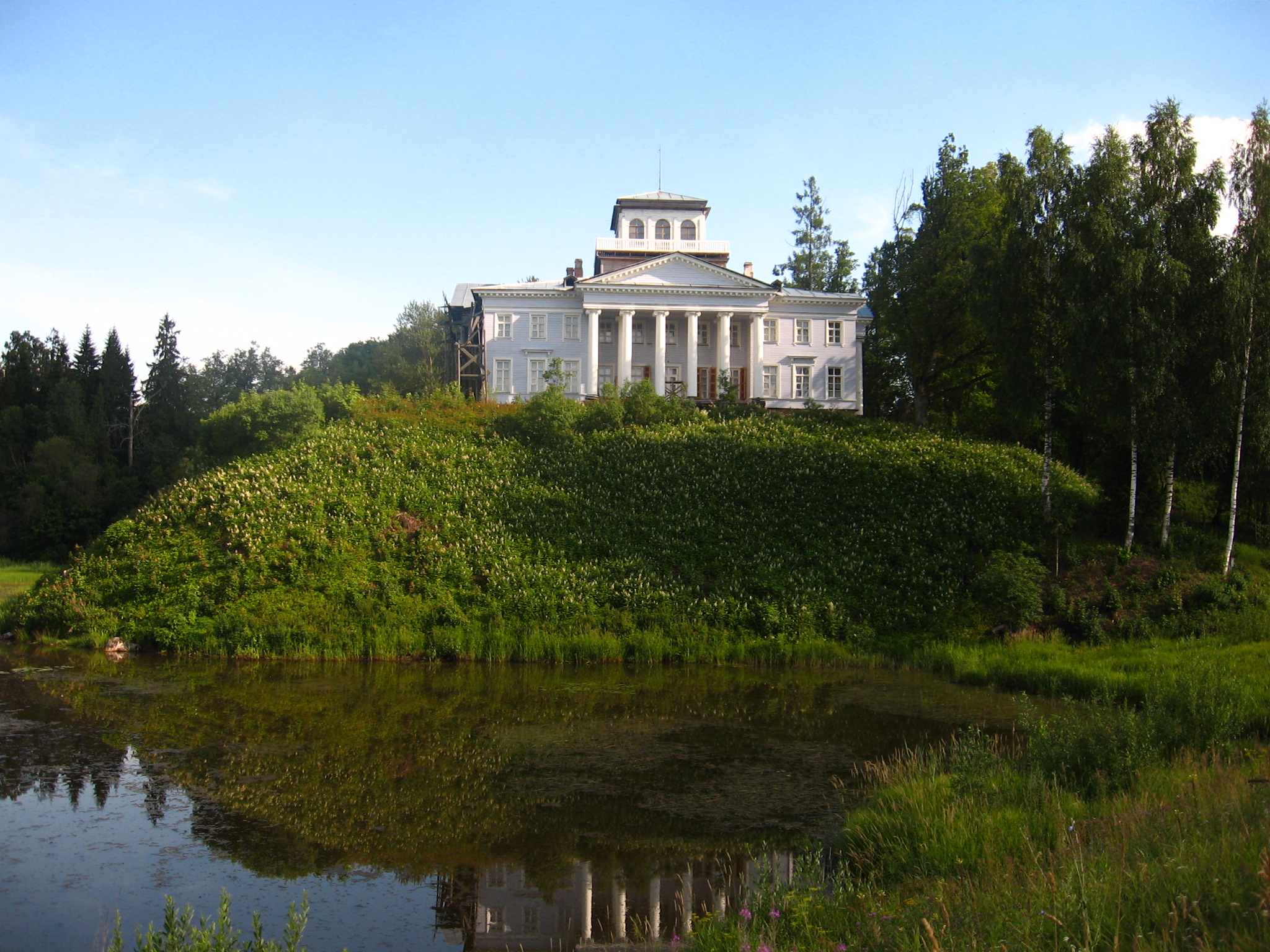
Rożdiestwieno – dom Vladimira Nabokova

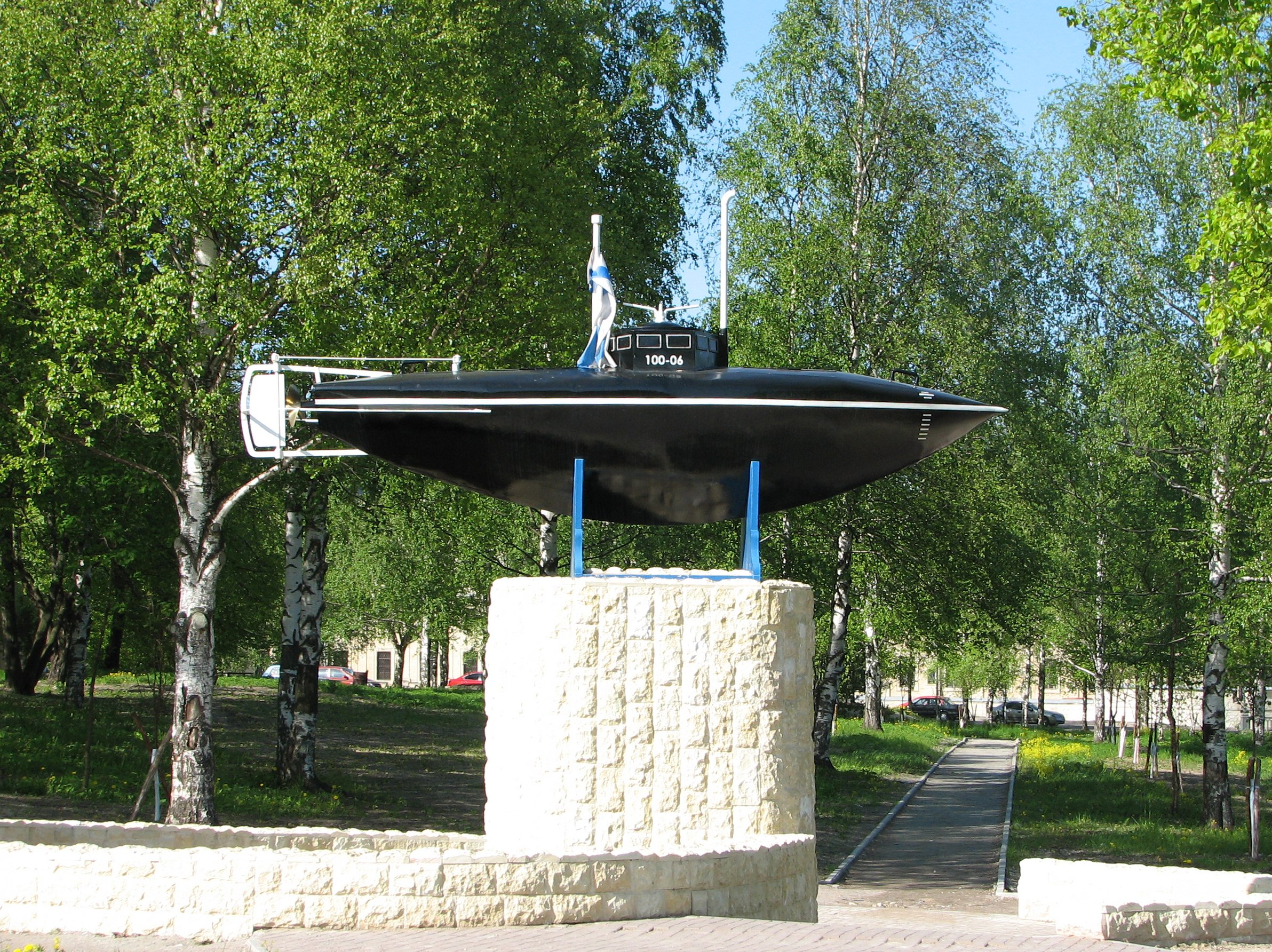
Pomnik okrętu podwodnego Stefana Drzewieckiego w Gatczynie

| Naród                                                      | Procentowy udział w populacji |
| ---------------------------------------------------------- | ----------------------------- |
| Rosjanie                                                   | 89,58                         |
| Ukraińcy                                                   | 2,51                          |
| Białorusini                                                | 1,58                          |
| Tatarzy                                                    | 0,57                          |
| Finowie                                                    | 0,48                          |
| Ormianie                                                   | 0,33                          |
| Cyganie                                                    | 0,27                          |
| Azerowie                                                   | 0,23                          |
| Czuwasze                                                   | 0,17                          |
| Niemcy                                                     | 0,14                          |
| Mordwini                                                   | 0,13                          |
| Karelowie                                                  | 0,12                          |
| Wepsowie                                                   | 0,12                          |
| Mołdawianie                                                | 0,12                          |
| Żydzi                                                      | 0,10                          |
| Polacy                                                     | 0,10                          |
| Gruzini                                                    | 0,09                          |
| Estończycy                                                 | 0,08                          |
| Baszkirzy                                                  | 0,07                          |
| Koreańczycy                                                | 0,06                          |
| Uzbecy                                                     | 0,06                          |
| Maryjczycy                                                 | 0,06                          |
| Udmurci                                                    | 0,06                          |
| Tadżycy                                                    | 0,05                          |
| Kazachowie                                                 | 0,05                          |
| pozostali oraz osoby bez poczucia przynależności narodowej | 2,34                          |

## Miasta i osiedla typu miejskiego

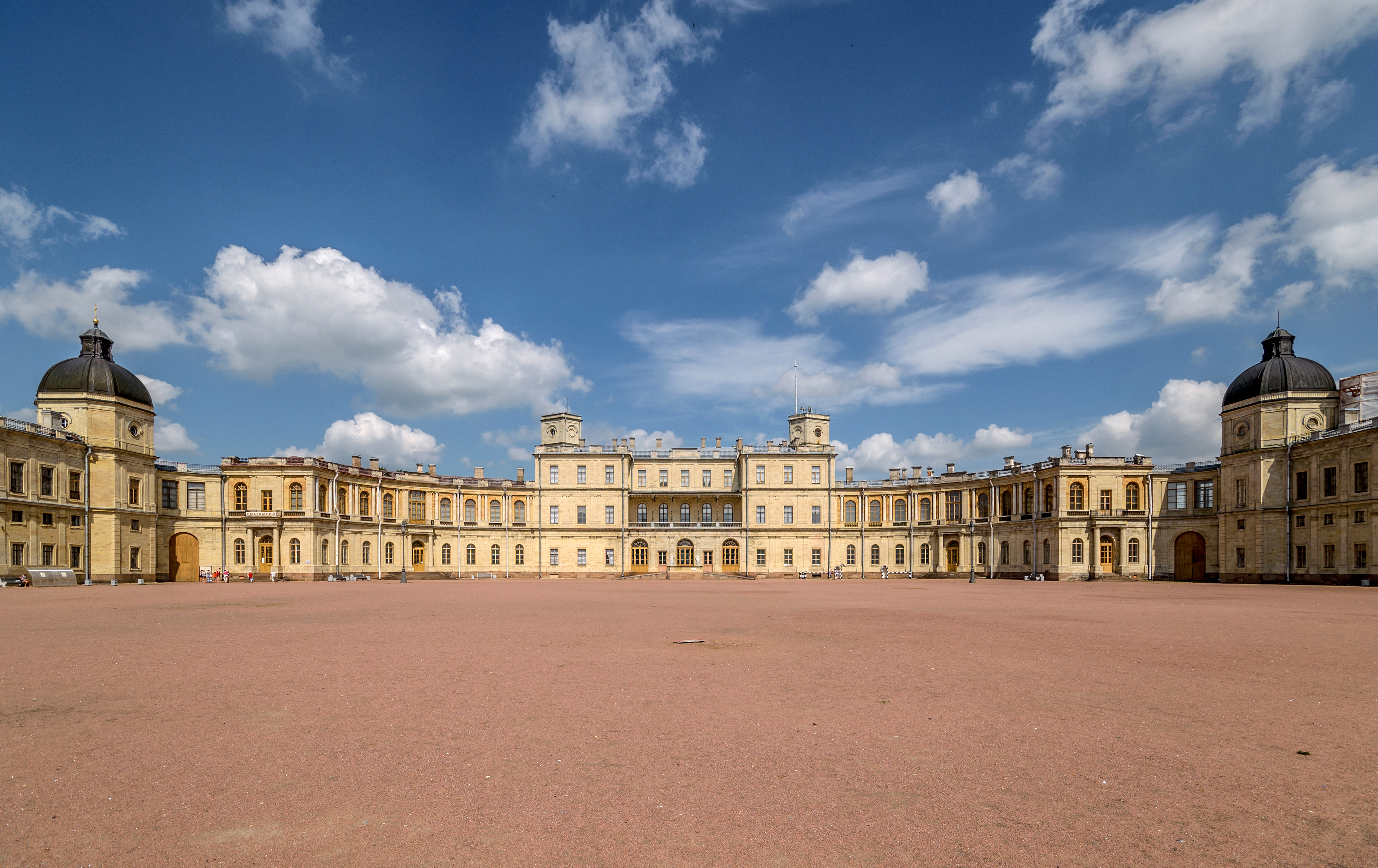
Gatczyna jest największym miastem obwodu i słynie ze swego klasycystycznego pałacu

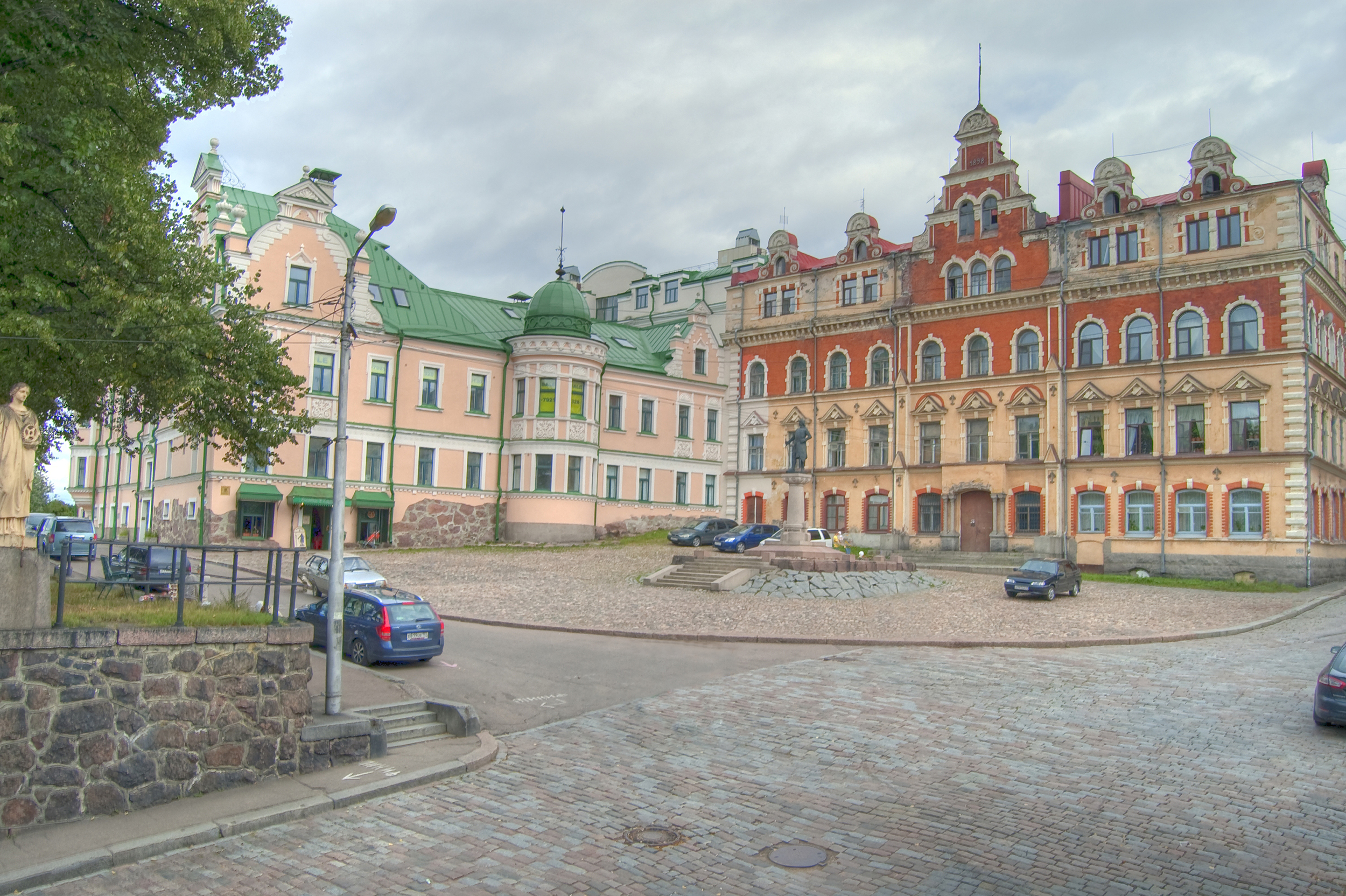
Wyborg jest największym miastem w Rosji spośród należących przed 1944 do Finlandii

Tichwin jest największym miastem we wschodniej części obwodu

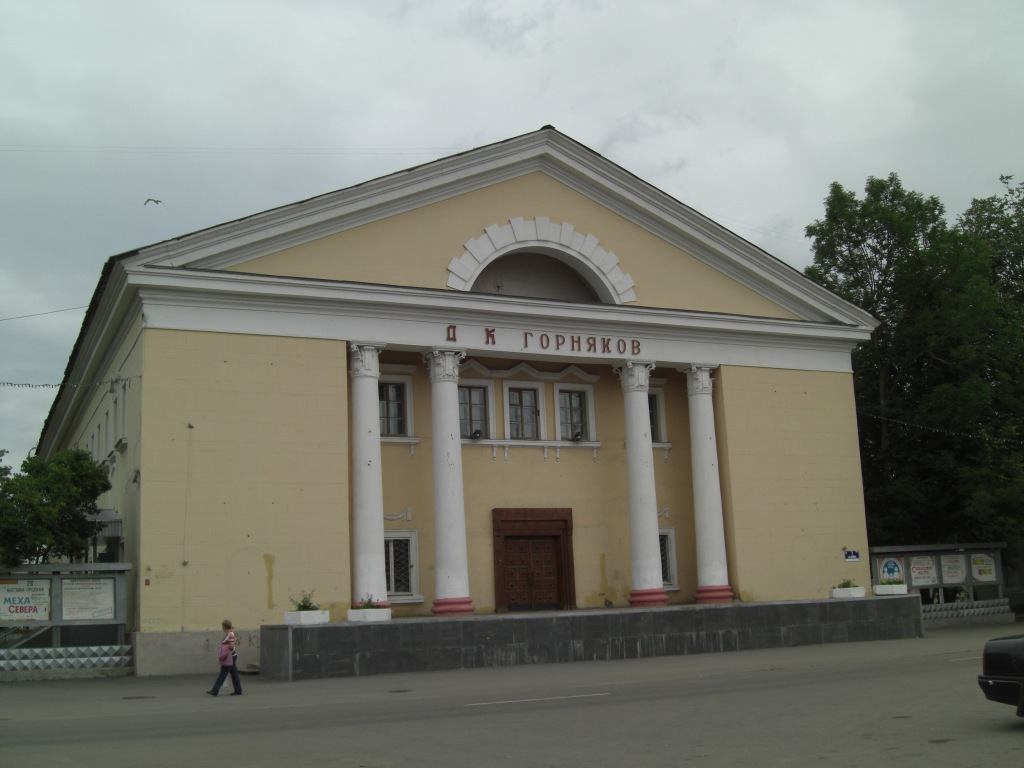
Słancy jest jednym z najmłodszych miast obwodu, będąc założonym w okresie międzywojennym

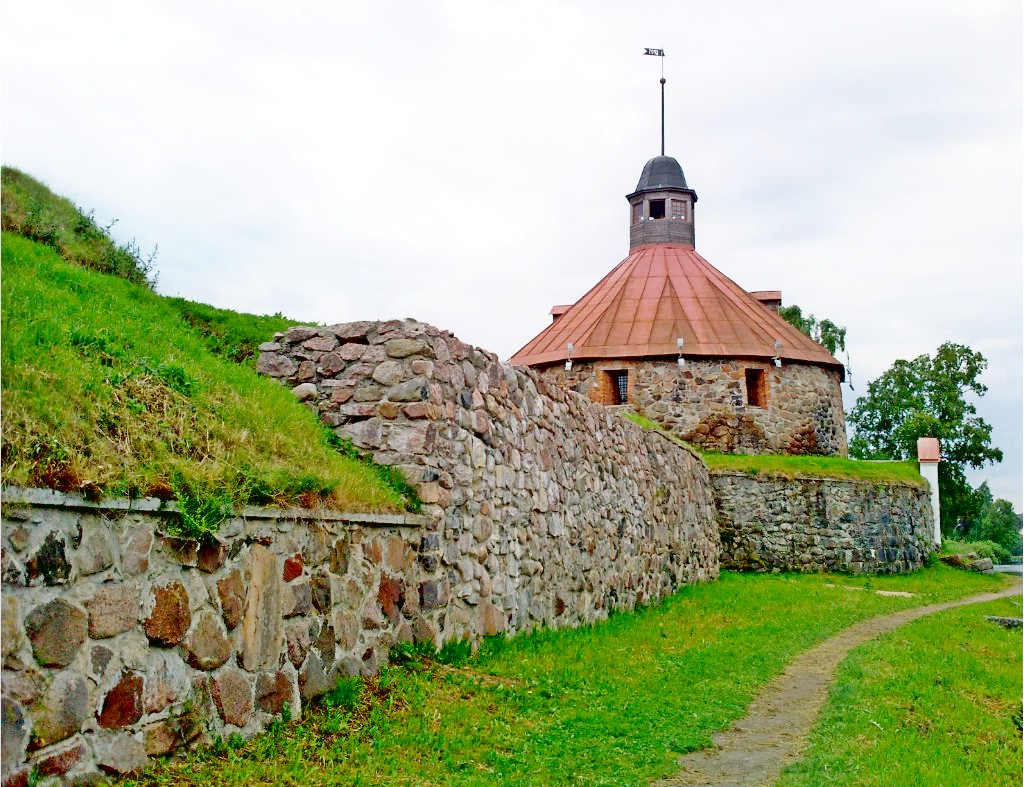
Prioziersk z twierdzą Korieła był w przeszłości głównym ośrodkiem południowej Karelii

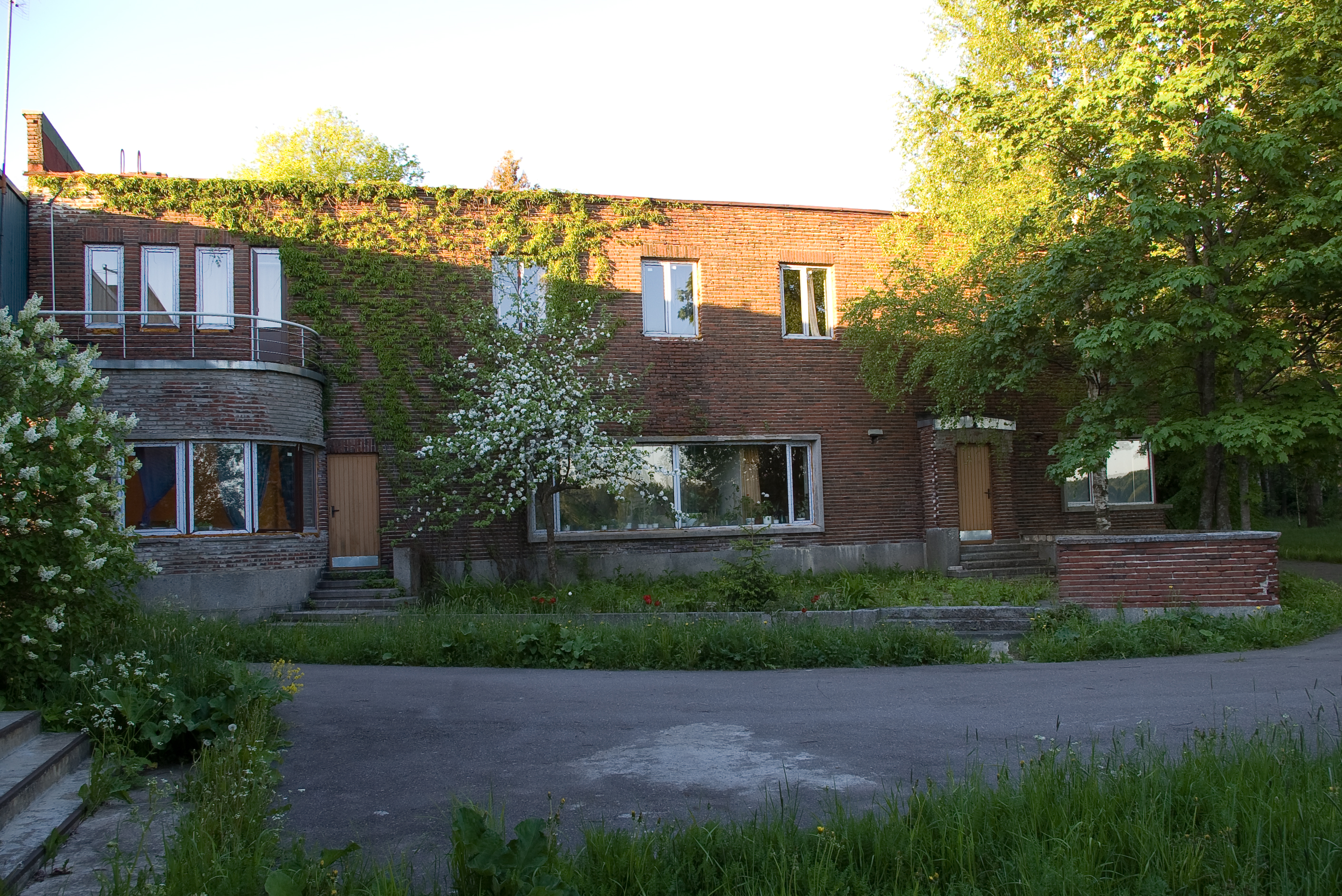
Swietogorsk przed 1944 przynależał do Finlandii

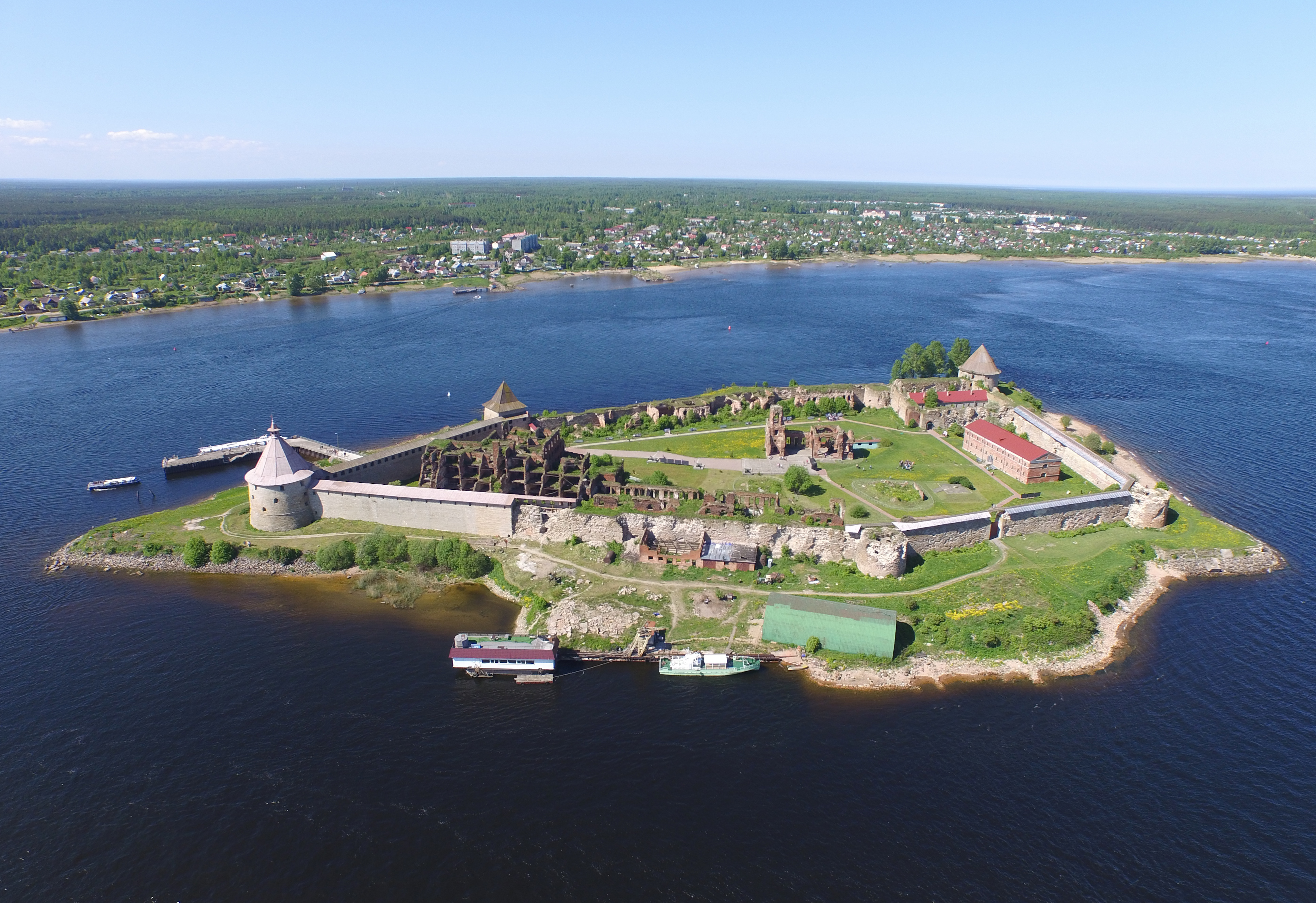
Szlisselburg niegdyś przynależał do Nowogrodu i Szwecji, a w czasie zaborów w tutejszej twierdzy więziono wielu Polaków

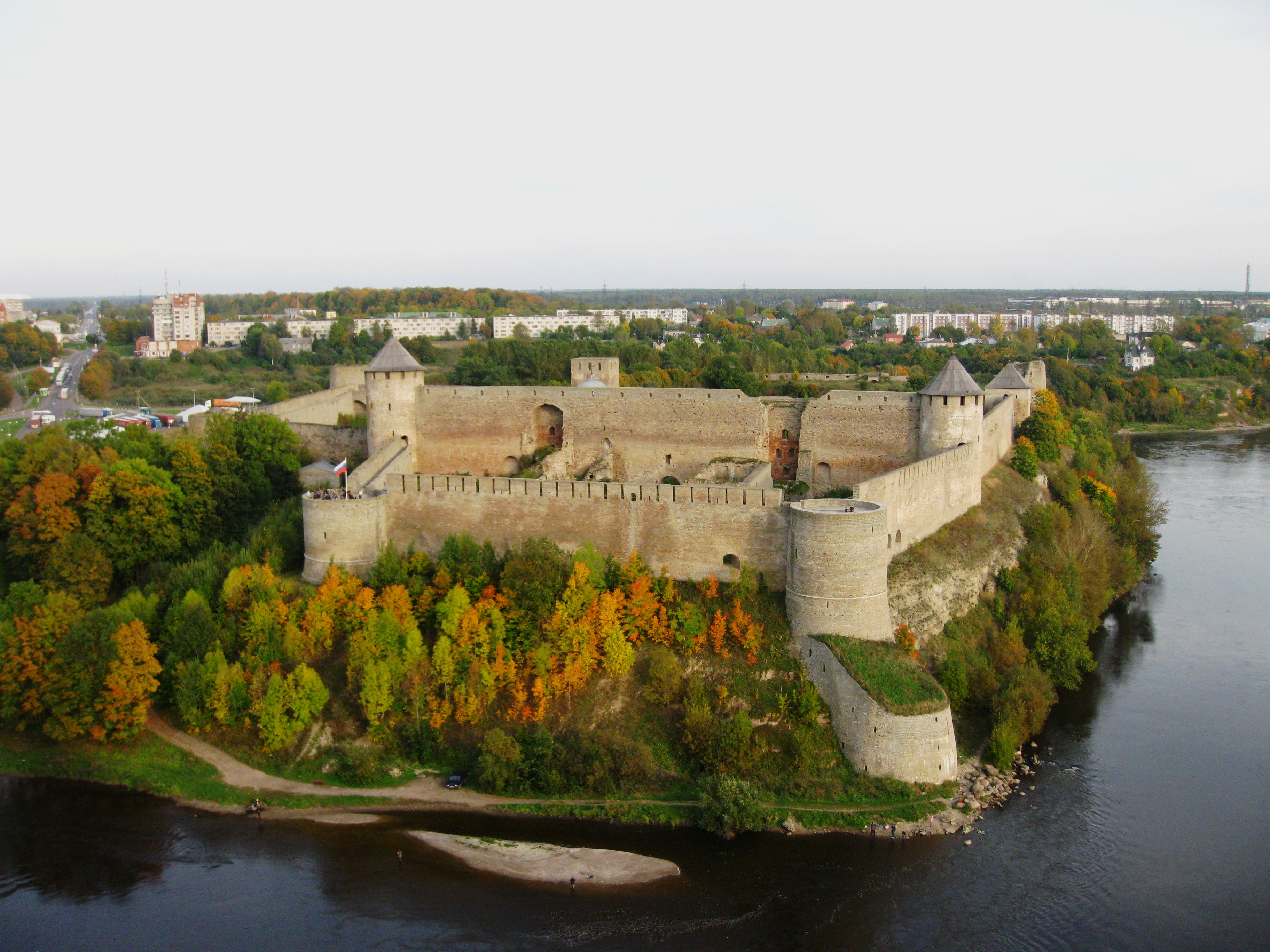
Iwangorod w okresie międzywojennym był częścią estońskiego miasta Narwa

Na terenie obwodu leningradzkiego znajduje się 31 miast oraz 32 osiedla typu miejskiego
Miasta i osiedla typu miejskiego (stan na 1 stycznia 2006):
| Nazwa               | Nazwa rosyjska  | Liczba mieszkańców |
| ------------------- | --------------- | ------------------ |
| Gatczyna            | Гатчина         | 88 842             |
| Wyborg              | Выборг          | 78 039             |
| Sosnowy Bór         | Сосновый Бор    | 66 603             |
| Tichwin             | Тихвин          | 61 681             |
| Kiriszy             | Кириши          | 55 167             |
| Kingisiepp          | Кингисепп       | 50 513             |
| Wsiewołożsk         | Всеволожск      | 45 595             |
| Wołchow             | Волхов          | 45 949             |
| Siertołowo          | Сертолово       | 40 626             |
| Ługa                | Луга            | 39 426             |
| Tosno               | Тосно           | 37 144             |
| Słancy              | Сланцы          | 35 774             |
| Kirowsk             | Кировск         | 23 602             |
| Łodiejnoje Pole     | Лодейное Поле   | 22 280             |
| Pikalowo            | Пикалёво        | 22 401             |
| Otradnoje           | Отрадное        | 21 537             |
| Podporożje          | Подпорожье      | 19 577             |
| Prioziersk          | Приозерск       | 18 674             |
| Kommunar            | Коммунар        | 17 275             |
| Nikolskoje          | Никольское      | 17 200             |
| Boksitogorsk        | Бокситогорск    | 17 149             |
| Swietogorsk         | Светогорск      | 15 406             |
| Siaśstroj           | Сясьстрой       | 13 545             |
| Szlisselburg        | Шлиссельбург    | 12 546             |
| Siwierskij1)        | Сиверский       | 12 131             |
| Wołosowo1)          | Волосово        | 11 531             |
| Iwangorod           | Ивангород       | 10 999             |
| Wyrica1)            | Вырица          | 10 549             |
| Imieni Morozowa1)   | имени Морозова  | 10 412             |
| Nowa Ładoga         | Новая Ладога    | 9651               |
| Mga1)               | Мга             | 9589               |
| Kuźmołowskij1)      | Кузьмоловский   | 9419               |
| Uljanowka1)         | Ульяновка       | 9365               |
| Imieni Swierdłowa1) | Имени Свердлова | 9138               |
| Roszczino1)         | Рощино          | 8815               |
| Sowietskij1)        | Советский       | 6485               |
| Kamiennogorsk       | Каменногорск    | 6020               |
| Toksowo1)           | Токсово         | 5686               |
| Lebiażje1)          | Лебяжье         | 5643               |
| Primorsk            | Приморск        | 5458               |
| Dubrowka1)          | Дубровка        | 5347               |
| Nazija1)            | Назия           | 5250               |
| Priładożskij1)      | Приладожский    | 5224               |
| Krasnyj Bor1)       | Красный Бор     | 4833               |
| Fornosowo1)         | Форносово       | 4665               |
| Kuzniecznoje1)      | Кузнечное       | 4545               |
| Lubań               | Любань          | 4497               |
| Budogoszcz1)        | Будогощь        | 3809               |
| Siniawino1)         | Синявино        | 3779               |
| Jefimowskij1)       | Ефимовский      | 3740               |
| Bolszaja Iżora1)    | Большая Ижора   | 3728               |
| Drużnaja Gorka1)    | Дружная Горка   | 3629               |
| Pawłowo1)           | Павлово         | 3373               |
| Tołmaczowo1)        | Толмачёво       | 3134               |
| Rachja1)            | Рахья           | 3024               |
| Riabowo1)           | Рябово          | 2986               |
| Nikolskij1)         | Никольский      | 2854               |
| Lesogorskij1)       | Лесогорский     | 2823               |
| Wozniesienje1)      | Вознесенье      | 2721               |
| Ważyny1)            | Важины          | 2720               |
| Tajcy1)             | Тайцы           | 2602               |
| Wysock              | Высоцк          | 1745               |
| Swir´stroj1)        | Свирьстрой      | 997                |

1) Osiedle typu miejskiego

## Gospodarka
Wartość PKB regionu w 2006 roku wyniosła 280 mld rubli.

### Przemysł

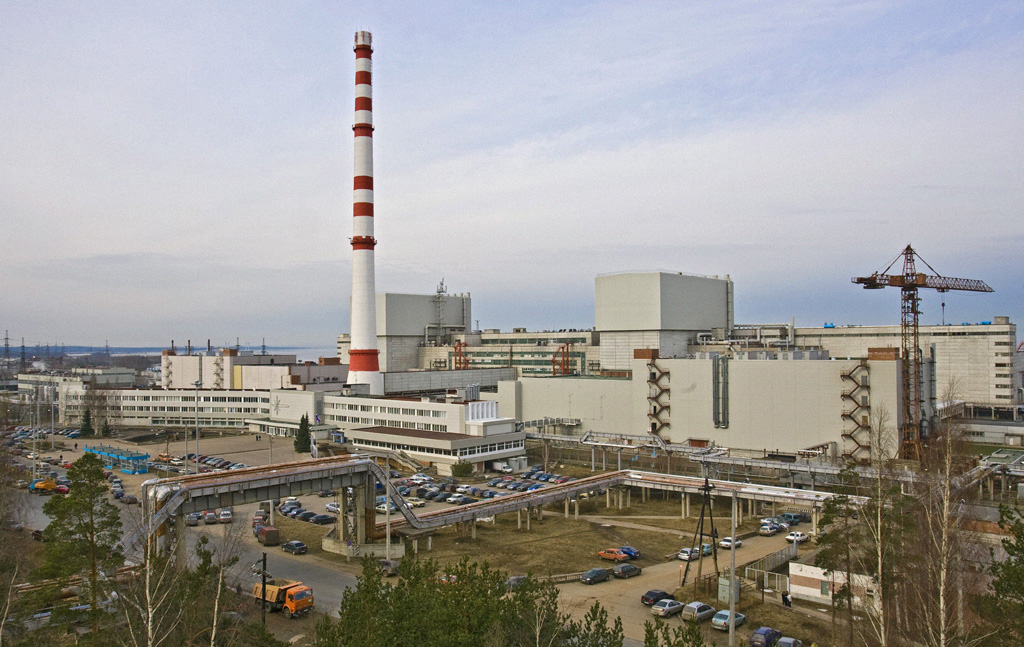
Leningradzka Elektrownia Jądrowa w Sosnowym Borze

Podstawą gospodarki regionu jest zróżnicowany przemysł: maszynowy, chemiczny, metalurgiczny, lekki, spożywczy itp.
Przemysł maszynowy zlokalizowany jest we wszystkich dużych miastach regionu; m.in. we Wsiewołożsku znajdują się zakłady Forda, w Wyborgu – stocznia. Podobnie przedsiębiorstwa z branży przemysłu lekkiego istnieją w większości miast obwodu.
Przemysł metalurgiczny, reprezentowany przez zakłady produkujące aluminium znajduje się m.in. w Boksitogorsku i Wołchowie.
Zakłady chemiczne znajdują się m.in. w Kingisieppie, Ługie i Tosnie (Henkel KGaA); w Kiriszi istnieje przedsiębiorstwo petrochemiczne.
Przemysł leśny funkcjonuje głównie we wschodnich rejonach; wykorzystujący jego surowce przemysł drzewny znajduje się m.in. w Gatczynie, Wołchowie i Prioziersku (fabryki mebli) oraz Wyborgu. Przemysł celulozowo-papierniczy istnieje m.in. w Swietogorsku, Sowieckim i Kommunarze.
Przemysł materiałów budowlanych to np. zakłady cementowe (w Słancach i Pikalowie) i liczne cegielnie.
Przemysł spożywczy reprezentują najczęściej niewielkie firmy; produkuje on głównie na lokalne potrzeby i zlokalizowany jest we wszystkich miastach regionu. W obwodzie istnieje także zakład tytoniowy.
Ważną gałęzią przemysłu jest elektroenergetyka. W Sosnowym Borze istnieje elektrownia atomowa, zaś w Kiryszach i Kirowsku – duże elektrociepłownie. Na rzekach Swir i Wołchow istnieją niewielkie elektrownie wodne.

### Rolnictwo
Rolnictwo w regionie ma charakter skierowany na zaspokajanie potrzeb żywnościowych Petersburga. Głównymi gałęziami produkcji rolnej są hodowla o kierunku mleczno-mięsnym, oraz uprawa ziemniaków i warzyw (zwłaszcza kapusty, marchwi, ogórków, cebuli, buraków itd.). Wartość produkcji zwierzęcej jest większa niż produkcji roślinnej. Mniejsze znaczenie gospodarcze ma uprawa zbóż: jęczmienia, żyta i owsa, które produkuje się głównie na paszę dla bydła i drobiu.
Oprócz hodowli mięsno-mlecznej hoduje się także zwierzęta futerkowe, zwłaszcza norki i piżmaki, a na północnym wschodzie także lisy polarne (pieśce).
Na terenie obwodu znajduje się ponad 200 wielkopowierzchniowych gospodarstw rolnych, niegdyś sowchozów, obecnie mających status spółek akcyjnych.

### Transport
Sieć szlaków transportowych w regionie jest bardzo dobrze rozwinięta, co spowodowane jest sąsiedztwem drugiego co do wielkości węzła transportowego w Rosji – Petersburga.

#### Transport kolejowy
Łączna długość linii kolejowych w regionie przekracza 3 tys. km; większość z nich jest zelektryfikowana. Na tysiąc km² powierzchni obwodu przypada 33 km torów.

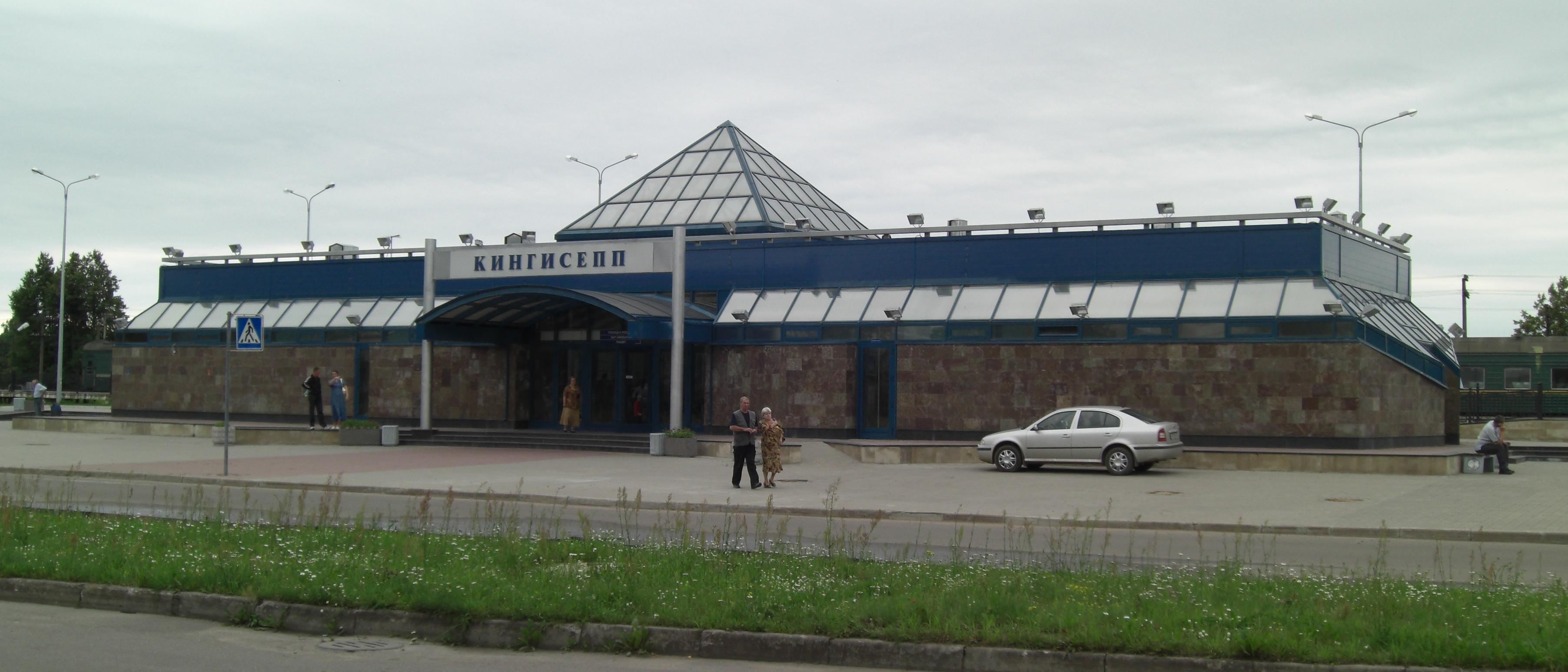
Dworzec kolejowy w Kingisieppie

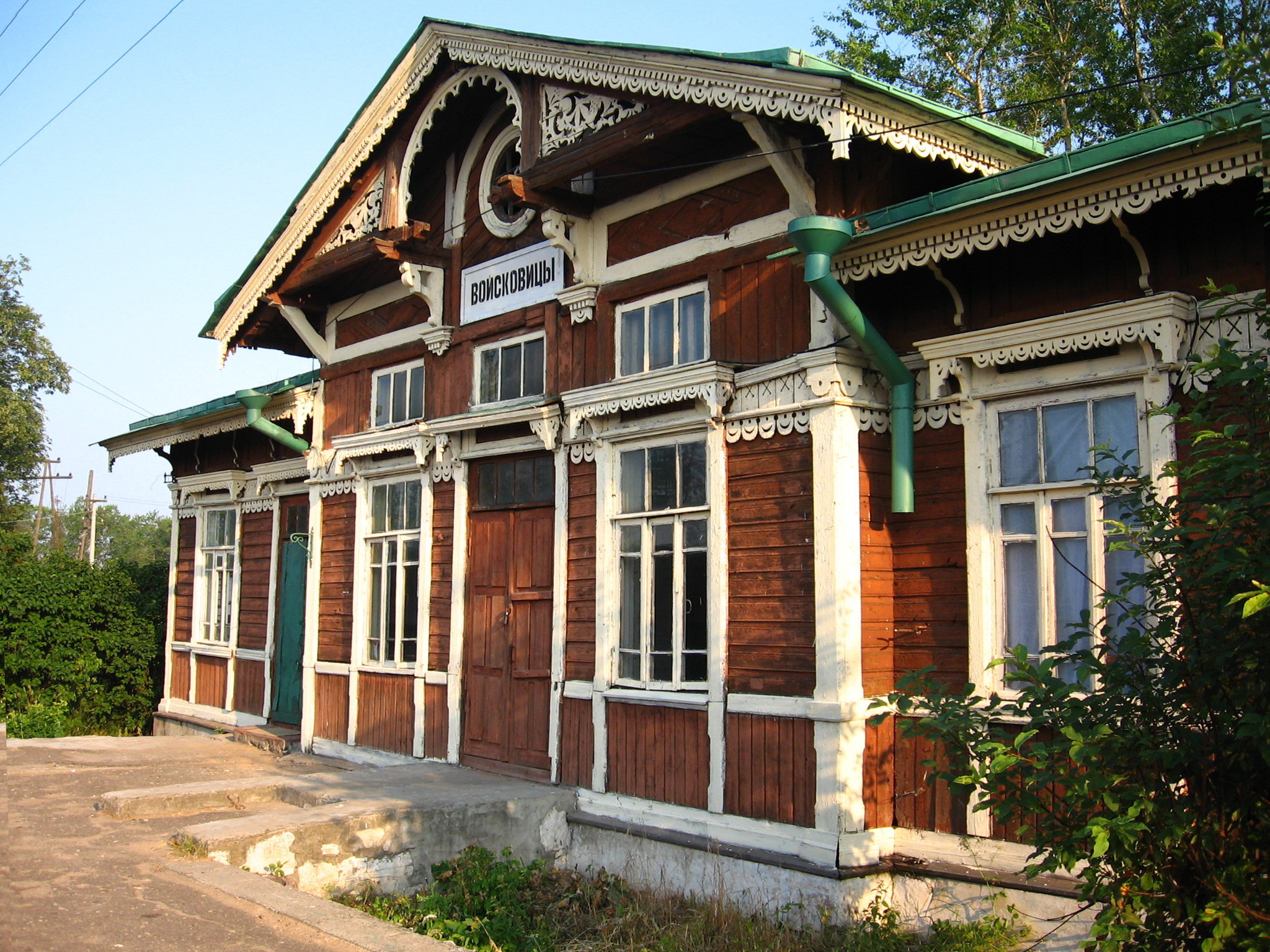
Stacja kolejowa Wojskowicy

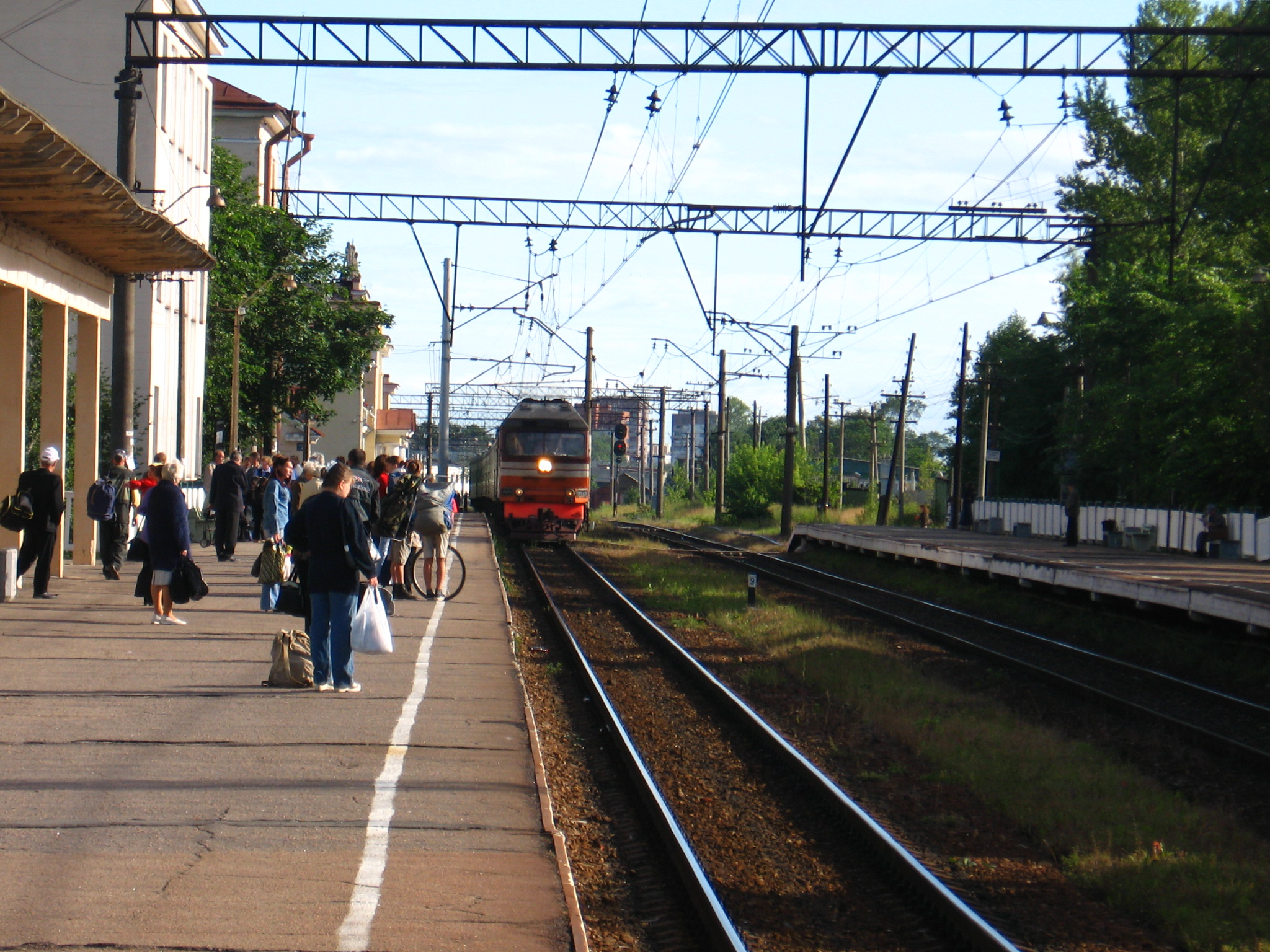
Stacja kolejowa Gatczyna Warszawska (2007)

Corocznie przez teren obwodu koleje przewożą ładunki o masie ok. 100 mld ton.
Najważniejszymi regionalnymi stacjami kolejowymi są Mga, Gatczyna i Wołchowstroj.
Głównymi liniami kolejowymi są:
- Petersburg – Moskwa
- Petersburg – Psków, dawna Kolej Warszawsko-Petersburska
- Petersburg – Helsinki
- Petersburg – Petrozawodzk
- Petersburg – Wołogda
- Mga – Tallinn
- Petersburg – Dno
- Petersburg – Sortawala

Do położonej na terenie obwodu osady Murino dochodzi linia metra w Petersburgu (stacja Diewiatkino linii Kirowsko-Wyborskiej).

#### Transport drogowy
Łączna długość dróg kołowych na terenie obwodu wynosi ponad 13 tys. km, co oznacza, iż na 1000 km² przypada 108 km dróg. Najważniejszymi spośród dróg i autostrad regionu są:
- М-10 (E-105) «Rosja»: Petersburg – Moskwa
- М-10 (E-18) «Skandynawia»: Petersburg – Wyborg – granica fińska
- М-11 (E-20) «Narwa»: Petersburg – Kingisiepp – granica estońska
- М-18 (E-105) «Kola»: Petersburg – Murmańsk
- М-20 (E-95) «Psków»: Petersburg – Psków – granica białoruska

#### Pozostałe rodzaje transportu
Duże znaczenie w transporcie lokalnym odgrywa transport wodny, zarówno morski, jak i śródlądowy. Najważniejszymi portami morskimi są: Ust-Ługa, Primorsk, Wyborg i Wysock. Najważniejszymi rzekami spławnymi są Newa, Swir, Wołchow. Rzeki te są spławne na całej długości w granicach obwodu. Na Plussie, Łudze, Siasie, Paszy, Ojacie i Wuoksie żegluga jest możliwa tylko na niektórych odcinkach.
Przez teren obwodu przebiega część dróg wodnych: Kanału Białomorsko-Bałtyckiego i Kanału Wołżańsko-Bałtyckiego.
Transport powietrzny obsługiwany jest przez port lotniczy Petersburg-Pułkowo, położony w granicach Petersburga.
Przez obwód leningradzki przebiega część powstającego Gazociągu Północnego.

### Bogactwa naturalne

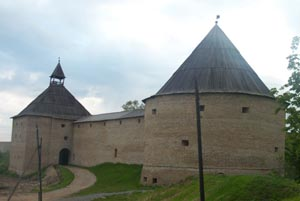
Stara Ładoga – najstarsza ruska osada w obwodzie

Na terenie obwodu znajdują się m.in. pokłady surowców budowlanych: granitu i innych kamieni, a także glin, piasku, łupków, boksytów, dolomitów oraz fosforytów i torfu.
Szacowane zasoby najważniejszych surowców na terenie obwodu w poszczególnych złożach:

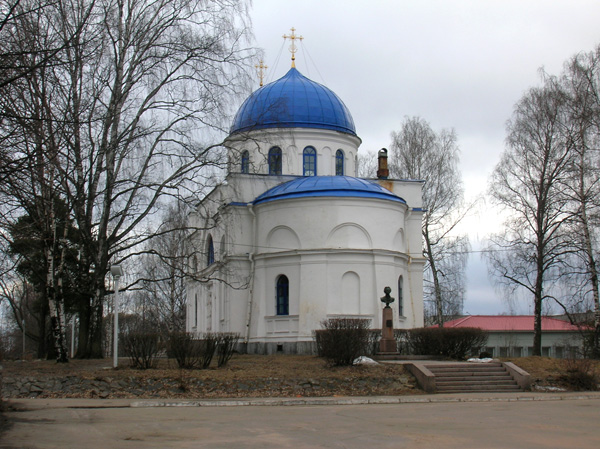
Cerkiew w Prioziersku

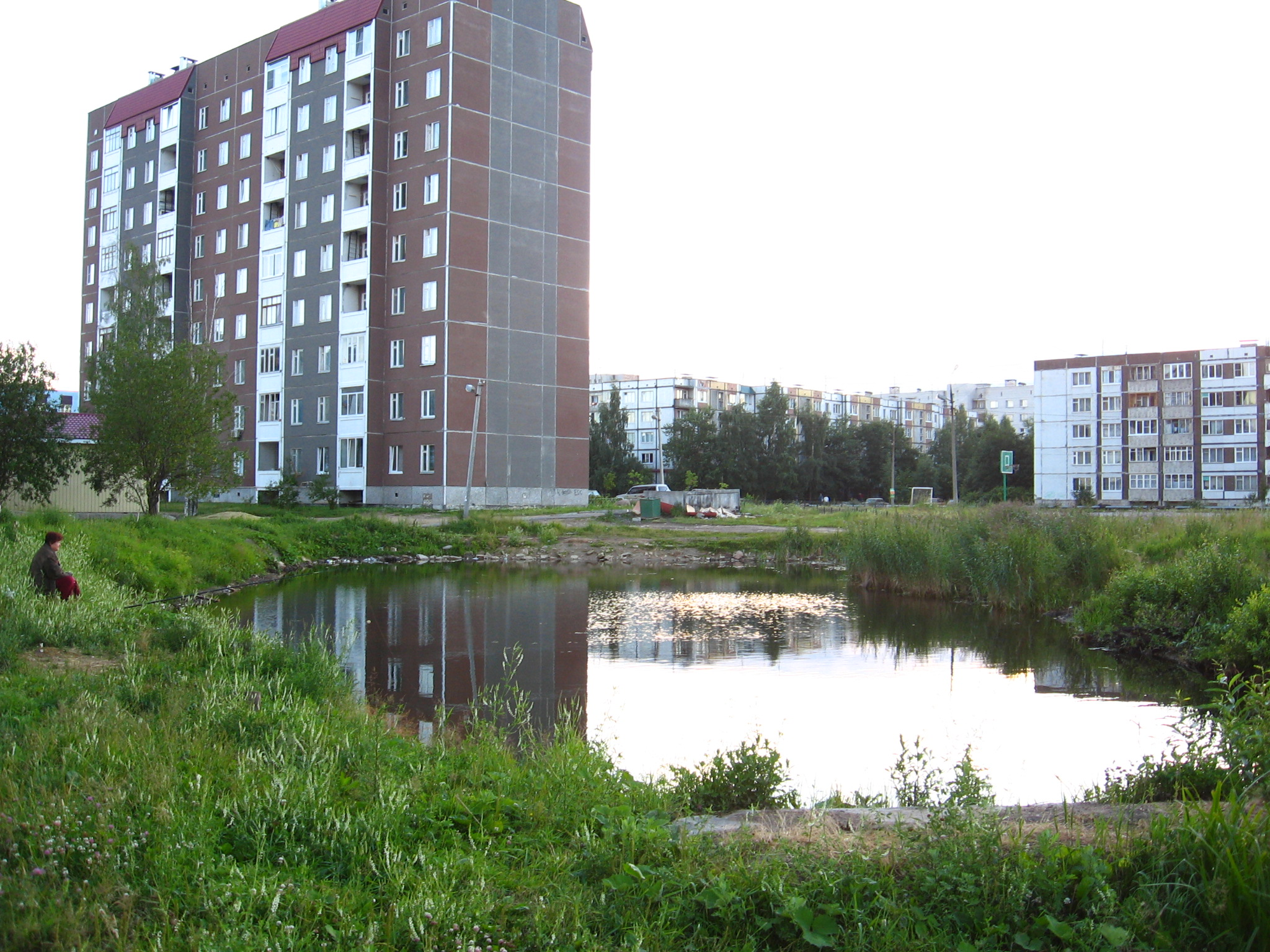
Gatczyna

| Nazwa złóż i surowiec                                  | Zasoby (w tys. ton) (szacunkowo)             |
| ------------------------------------------------------ | -------------------------------------------- |
| Kingisiepskie złoże fosforanów                         | 225 357                                      |
| Leningradzkie złoże łupków opałowych (okolice Słaniec) | 152 573                                      |
| Radyńskie złoża boksytów1)                             | 2135                                         |
| Złoża żelaza i manganu z okolic Zatoki Fińskiej        | ruda – 2411 mangan – 188 576                 |
| Pikalowskie złoża wapieni                              | 300 000                                      |
| Słancewskie złoża wapieni                              | ponad 9000 ze złożem Borownia – ponad 45 000 |
| diamenty2)                                             | b.d.                                         |
| wody radonowe (w okolicach Łopuchinki i Worowina)      | b.d.                                         |
| wody mineralne                                         | b.d.                                         |
| wody termalne                                          | b.d.                                         |

1) wydobycie zaprzestane
2) wydobycie nie jest prowadzone

## Historia

### Nazwa obwodu
Nazwa obwodu wywodzi się od obowiązującej w latach 1924–1991 nazwy Petersburga – Leningrad, nazwanego tak na cześć Włodzimierza Lenina.
Rosjanie w mowie potocznej często używają skróconej nazwy obwodu – Lenobłast´ (ros. Ленобласть – od Ленинградская область – obwód leningradzki)

### Historia regionu
Najstarsze ślady obecności człowieka na terenie obwodu pochodzą z IX–VIII tysiąclecia p.n.e., kiedy ustąpił pokrywający wcześniej lodowiec. Prawdopodobnie od IV tysiąclecia p.n.e. obszary obwodu leningradzkiego zamieszkiwały ugrofińskie plemiona, zajmujące się początkowo myślistwem, zbieractwem i rybołówstwem, a niedługo później także uprawą roli oraz hodowlą bydła. W V–VIII wieku n.e. rozwijała się na tych terenach bałtycko-fińska kultura kurhanów wydłużonych, a w IX wieku n.e. nad rzeką Wołchow pojawili się tutaj pierwsi osadnicy słowiańscy. Najstarszym istniejącym tam grodem była Stara Ładoga, będąca jednym z najstarszych ruskich miast. Tereny położone na wschód od jeziora Ładoga były jednym z najważniejszych (politycznie i ekonomicznie) centrów formującej się państwowości ruskiej, które zamieszkiwali przodkowie dzisiejszych Wepsów, a od początku XII wieku były trwale włączone przez Mścisława I w obręb Księstwa Nowogrodzkiego. Od końca X wieku znaczenie Starej Ładogi zaczęło jednak maleć, a zaczynała się epoka dominacji Nowogrodu Wielkiego. Na terenach położonych nad Zatoką Fińską i nad jeziorem Ładoga do XIII wieku niezależnością cieszyły się plemiona bałtycko-fińskie: Karelów, Iżorów i Wotów, które okazjonalnie płaciły daninę na rzecz Księstwa Kijowskiego, a później Nowogrodu Wielkiego.

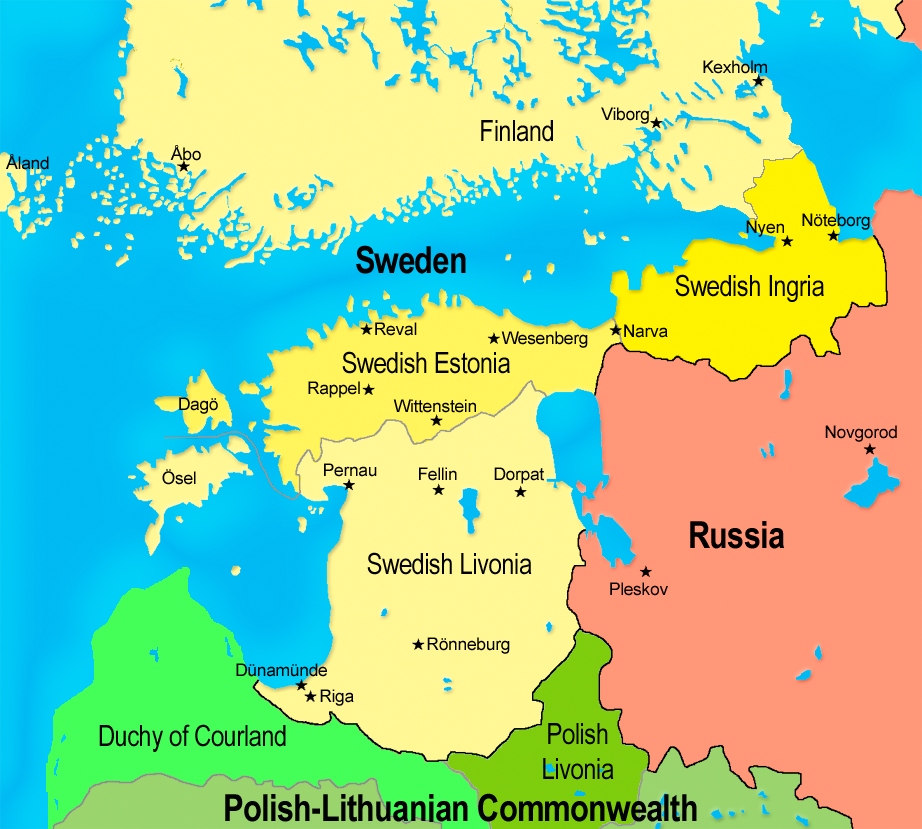
Posiadłości Szwecji na wschodnim brzegu Bałtyku: Finlandia, Ingria, Estonia i Inflanty szwedzkie

W XII wieku w wyniku rozbicia dzielnicowego Rusi, Republika Nowogrodu uzyskała niezależność polityczną i dokonując ekspansji terytorialnej podporządkowała sobie wielkie obszary dzisiejszej północnej Rosji, w tym niemal cały teren dzisiejszego obwodu leningradzkiego (poza zachodnią częścią Przesmyka Karelskiego). W XIII i XIV wieku ziemie obwodu stały się areną walk, których powodem były próby opanowania regionu przez Szwedów i Zakon kawalerów mieczowych. W 1240 roku książę nowogrodzki w bitwie na Newą pokonał wojska szwedzkie, zaś w dwa lata później, w 1242 roku w bitwie na zamarzniętym jeziorze Pejpus rozbił armię inflanckiej gałęzi zakonu krzyżackiego. Dla obrony zachodnich rubieży swego państwa władcy nowogrodzcy w XIII i XIV wieku zbudowali w regionie kilka twierdz na miejscach dawnych iżorskich i wotyckich grodów, m.in. Jam (dziś Kingisiepp), Koporie, Orieszek, Korielę (obecnie Prioziersk). Około 1270 roku rdzenna ugrofińska ludność tych ziem całkowicie utraciła niezależność i rozpoczął się powolny proces slawizacji, trwający setki lat.
Zachodnia część dzisiejszego obwodu w okresie tym nosiła nazwę Ingrii, od zlatynizowanej nazwy rdzennych mieszkańców tego regionu – Iżorów.

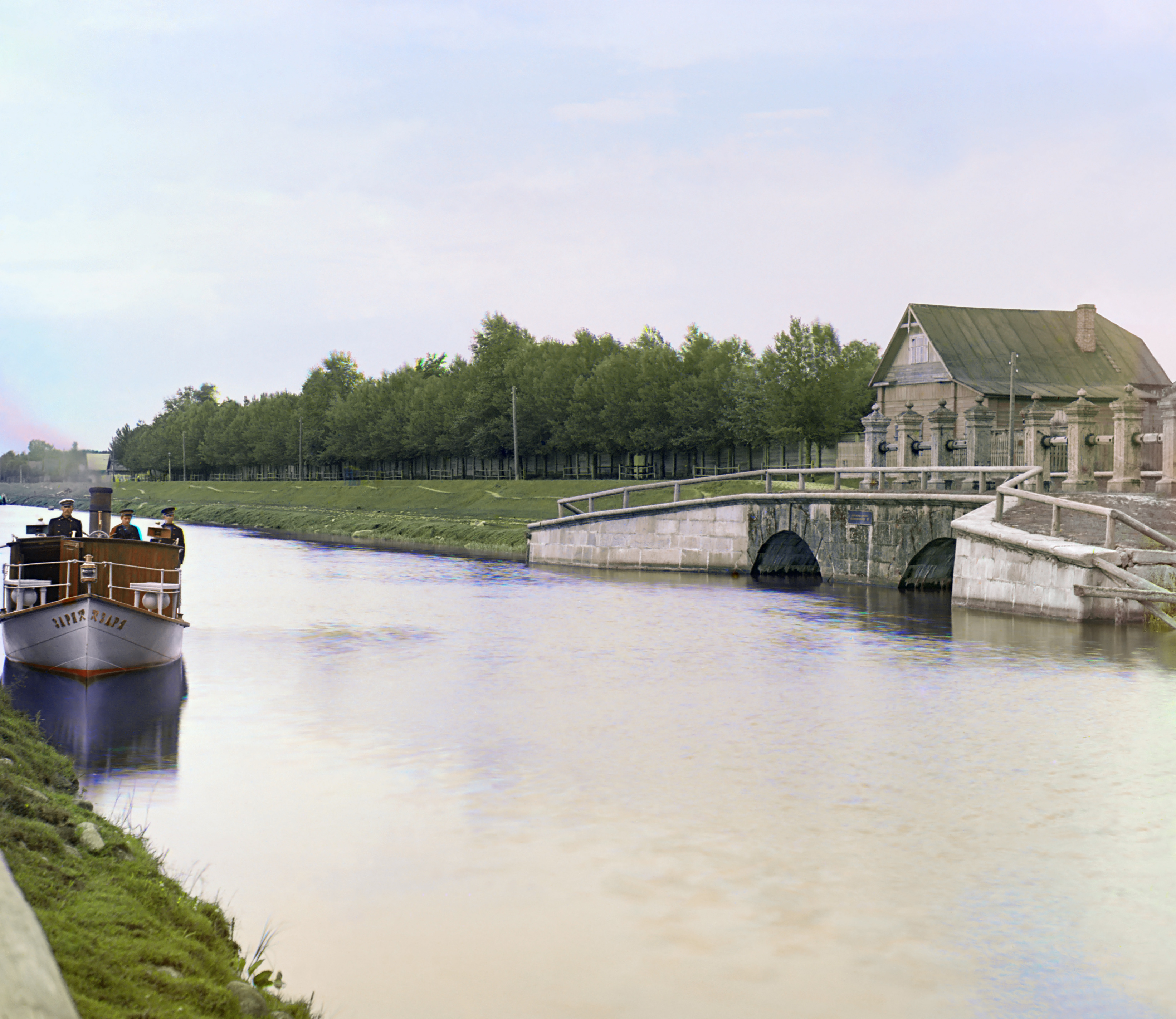
Archiwalne zdjęcie z terenu obwodu (ok. 1909 r.)

Po upadku Rusi Nowogrodzkiej cały region dostał się pod panowanie Księstwa Moskiewskiego.
Na początku XVII wieku w wykorzystując osłabienie Rosji (tzw. Wielka smuta) Szwecja opanowała część dzisiejszego obwodu, odcinając Rosję od Bałtyku.
W wyniku wojny północnej na początku XVIII wieku Rosja odzyskała utracone sto lat wcześniej obszary dzisiejszego obwodu, zaś car Piotr Wielki na tym obszarze wyznaczył miejsce na budowę swej nowej stolicy, Petersburga. Spowodowało to rozwój gospodarczy i cywilizacyjny regionu. Utworzona tu została najpierw gubernia ingermanlandzka, a w 1710 roku gubernia petersburska.
W czasie rewolucji październikowej obszar obwodu był jednym z bastionów bolszewików. W dwudziestoleciu międzywojennym północno-zachodni fragment dzisiejszego obwodu z miastami Wyborg, Prioziersk i Swietogorsk przynależał do Finlandii, a południowo-zachodni fragment z Iwangorodem do Estonii.
W czasie II wojny światowej większa część obwodu była okupowana przez Wehrmacht i poniosła znaczne straty gospodarcze i ludnościowe. Po wojnie nastąpiła odbudowa zniszczeń.

### Przynależność administracyjna i utworzenie obwodu

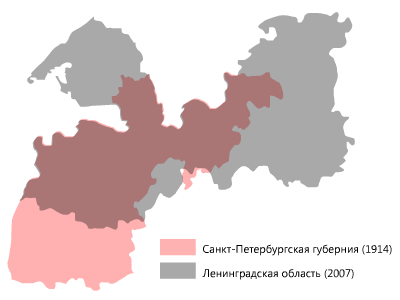
Porównanie obszaru guberni petersburskiej (w granicach z 1914) (kolor różowy) i dzisiejszego obwodu (kolor szary)

W 1708 roku utworzono gubernię ingermanlandzką obejmującą m.in. obszar dzisiejszego obwodu; w 1710 roku przemianowano ją na gubernię petersburską. W 1914 roku gubernia ponownie zmieniła nazwę i stała się gubernią piotrogrodzką, zaś w 1924 roku – gubernią leningradzką. W tym czasie wielokrotnie dochodziło do zmian jej granic.
W latach 1927/1929 w ZSRR przeprowadzono reformę administracyjną. W jej ramach utworzono obwód leningradzki, który jednak obejmował obszar znacznie większy od dzisiejszgo terenu tej jednostki administracyjnej (360,4 tys. km² wobec 85,3 tys. km²). W latach następnych wydzielano z jego terytorium kolejne obwody, a także wielokrotnie zmieniano jego granice, ostatnia korekta miała miejsce w 1978 roku.

## Władza i administracja
Obwód leningradzki, podobnie jak inne podmioty Federacji Rosyjskiej posiada dość duży zakres samodzielności. Podstawowym aktem prawnym obwodu, regulującym sprawy lokalnego ustroju prawnego, jest Statut (ros. Устав) z dnia 27 października 1994 roku
Zgodnie z regulacjami Statutu władzę prawodawczą (ustawodawczą) w obwodzie sprawuje Zgromadzenie Prawodawcze Obwodu Leningradzkiego, złożone z 50 deputowanych, wybieranych na pięcioletnią kadencją, częściowo według systemu proporcjonalnego, częściowo według większościowego. W obecnej kadencji (od 2007) w gremium tym zasiadają przedstawiciele 4 partii: Jednej Rosji, Sprawiedliwej Rosji, Komunistycznej Partii Federacji Rosyjskiej i Liberalno-Demokratycznej Partia Rosji.
Najwyższym organem władzy wykonawczej (administracji) regionu jest Gubernator Obwodu Leningradzkiego, wybierany na okres 5 lat przez Zgromadzenie Prawodawcze. Stoi on także na czele lokalnego „rządu”, w skład którego wchodzi ponadto 10 innych członków tego organu, w radze wicegubernatorów. Obecnie, od 1999 roku funkcję gubernatora sprawuje Walery Sierdiukow.
Kontrolę finansową nad władzami regionu sprawuje Izba Kontrolno-Rachunkowa, której członkowie powoływani są przez Zgromadzenie Prawodawcze na 5 lat.
Zarówno Zgromadzenie Prawodawcze, jak i gubernator obwodu leningradzkiego nie mają siedziby na podległym swej władzy obszarze, lecz rezydują w Petersburgu, będącym odrębną jednostką podziału terytorialnego Rosji. Planowane jest jednak przeniesienie przynajmniej części organów władzy do leżącego na terenie obwodu miasta Wsiewołożsk.

## Obiekty historyczne

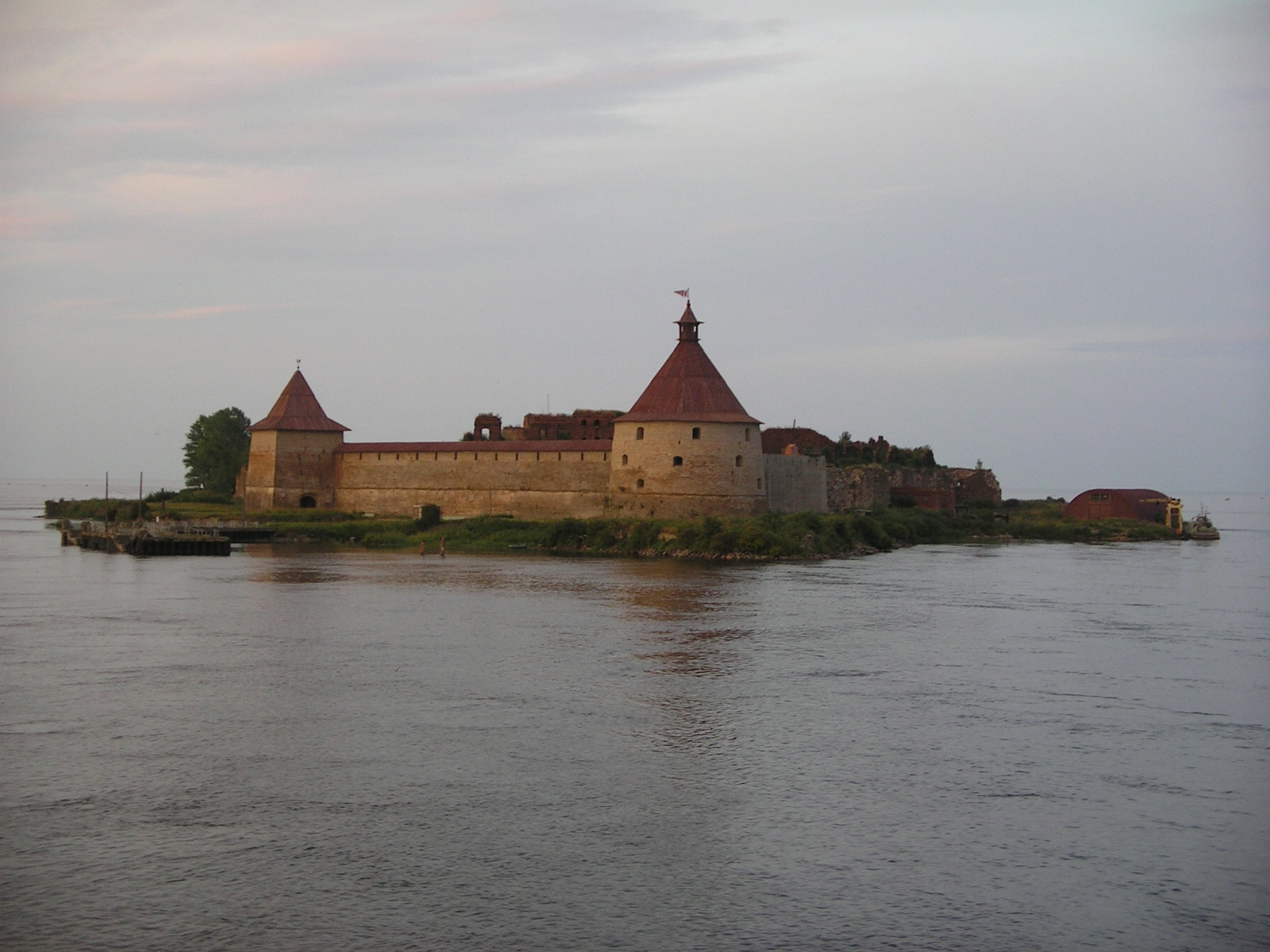
Twierdza Szlisselburg

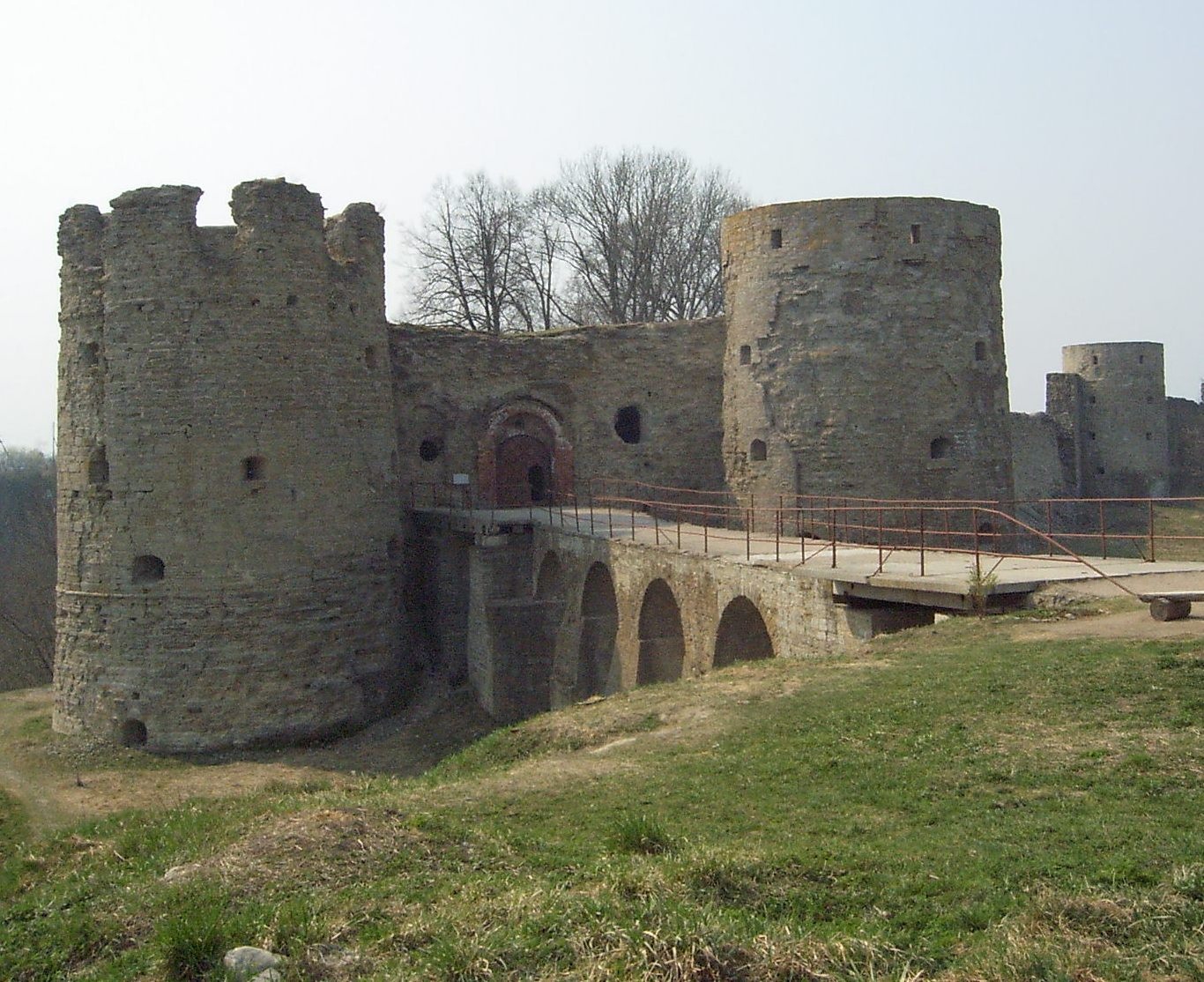
Fragment murów twierdzy Koporie

### Wpisane na listę UNESCO
Wiele z lokalnych zabytków i osobliwości uznanych zostało za ważne dla całej ludzkości. Na listę światowego dziedzictwa UNESCO wpisane są m.in.:
- Forty na wybrzeżu Zatoki Fińskiej:
  - Fort «Szary Koń» (ros. Серая Лошадь)
  - Fort «Czerwona Górka» (ros. Красная Горка)
- historyczna część Szlisselburga
- Twierdza «Orieszek» (ros. Орешек)
- Kompleks pałacowo-parkowy w Ropszy
- Kompleks pałacowo-parkowy w Gostilicach
- Kompleks pałacowo-parkowy w Tajcach
- Kompleks pałacowo-parkowy w Gatczynie
- Rzeka Newa
- Uskok Bałtycko-Ładoski
- kilkanaście dróg i torów kolejowych lub ich odcinków, w tym m.in.
  - tzw. Droga Życia

### Pozostałe

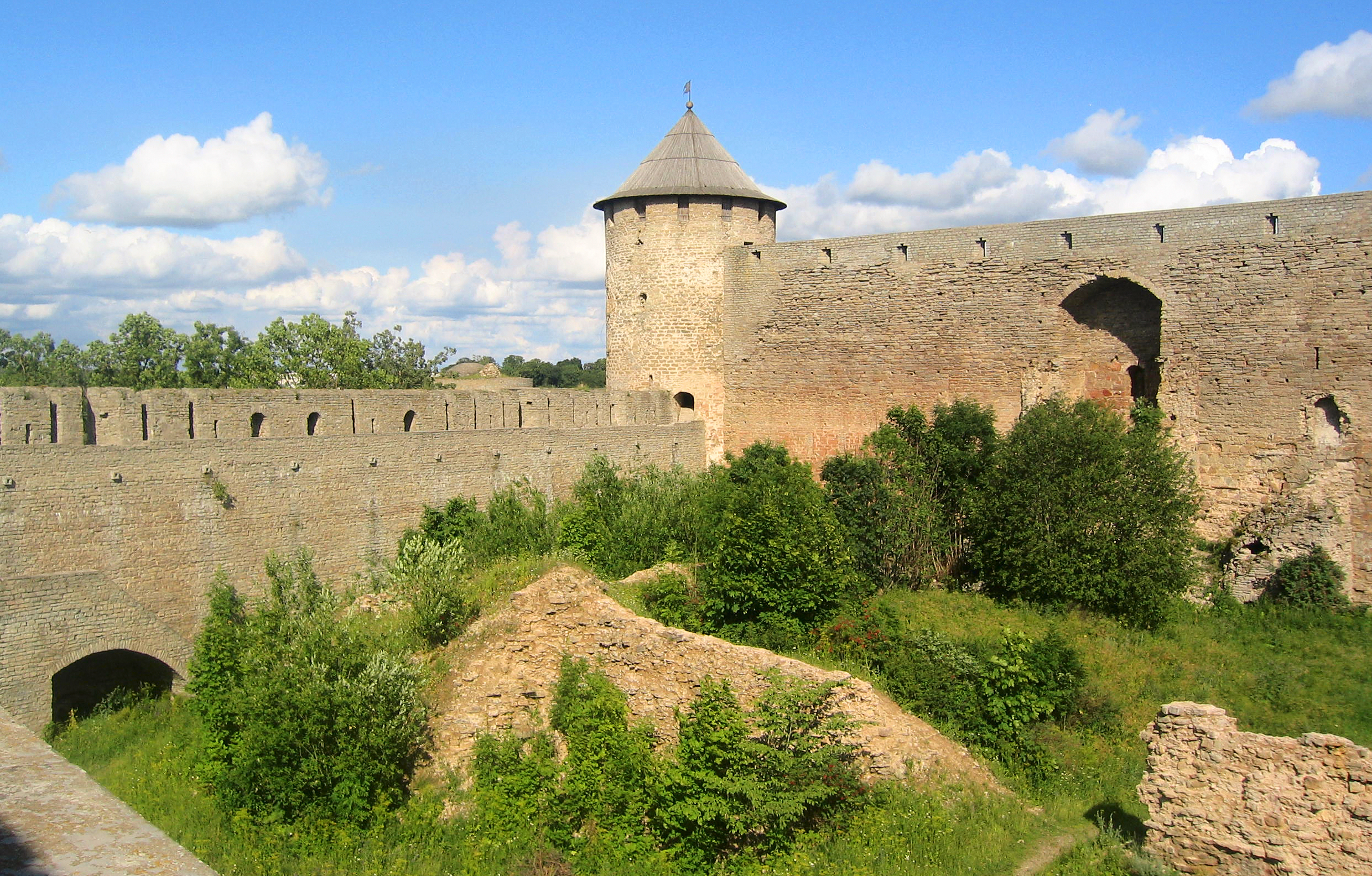
Zamek w Iwangorodzie

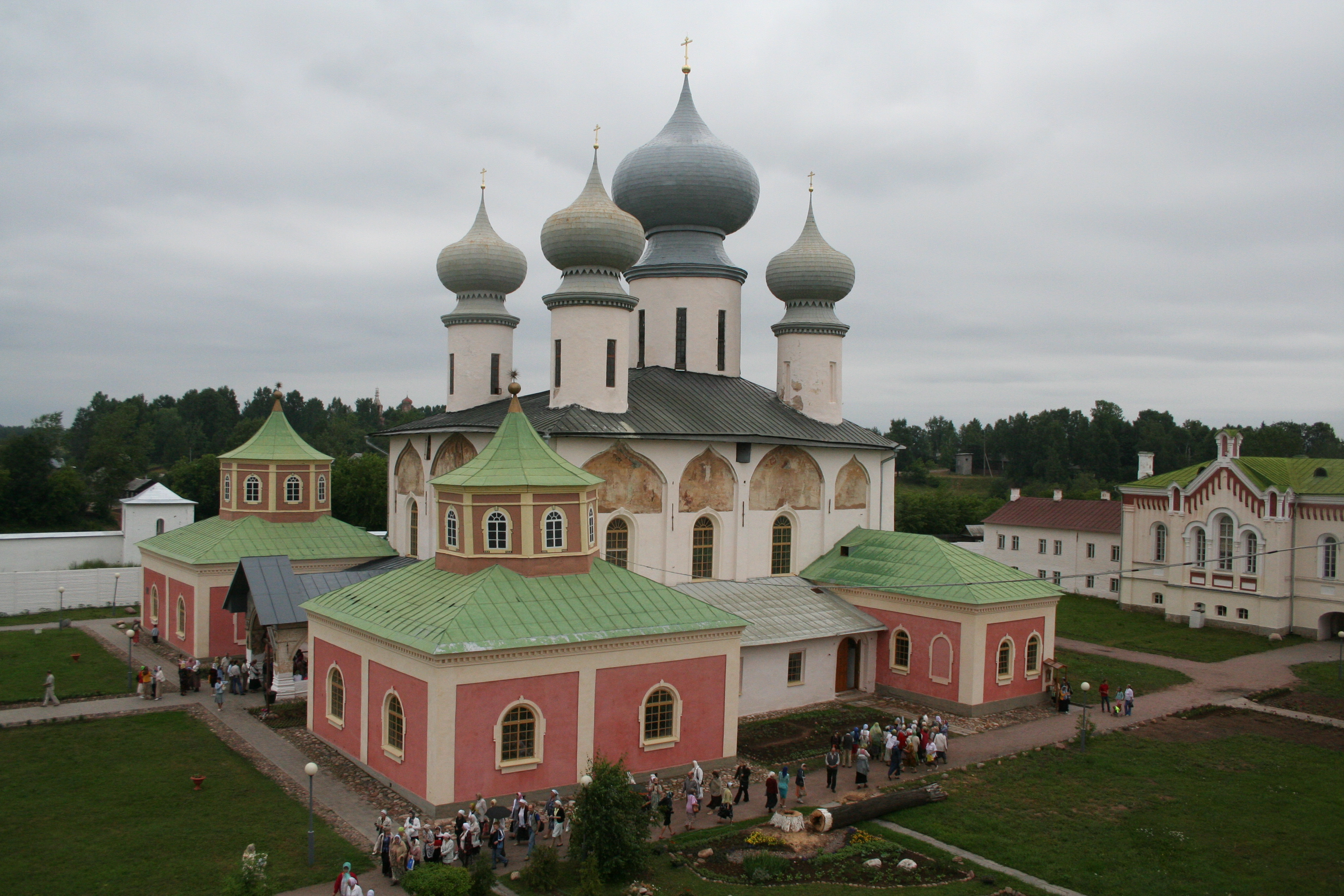
Monaster Zaśnięcia Matki Bożej w Tichwinie

- Twierdza i monaster w Starej Ładodze – jednym z najstarszych ruskich miast, stolicy jednego z 3 najstarszych ruskich księstw
- Zamek i kilka innych obiektów w Wyborgu
- Monaster i dom-muzeum Nikołaja Rimskiego-Korsakowa w Tichwinie
- twierdza w Iwangorodzie
- twierdza w Prioziersku
- twierdza Koporie
- Monaster Koniewski na wyspie Koniewiec
- Drewniane cerkwie nad rzeką Świr w rejonie podporoskim

## Regiony partnerskie
- Włochy – Lombardia
- Chiny – Hebei
- Norwegia – Nordland
- Korea Południowa – Ch’ungch'ŏng Południowy
- Bułgaria – Obwód sofijski

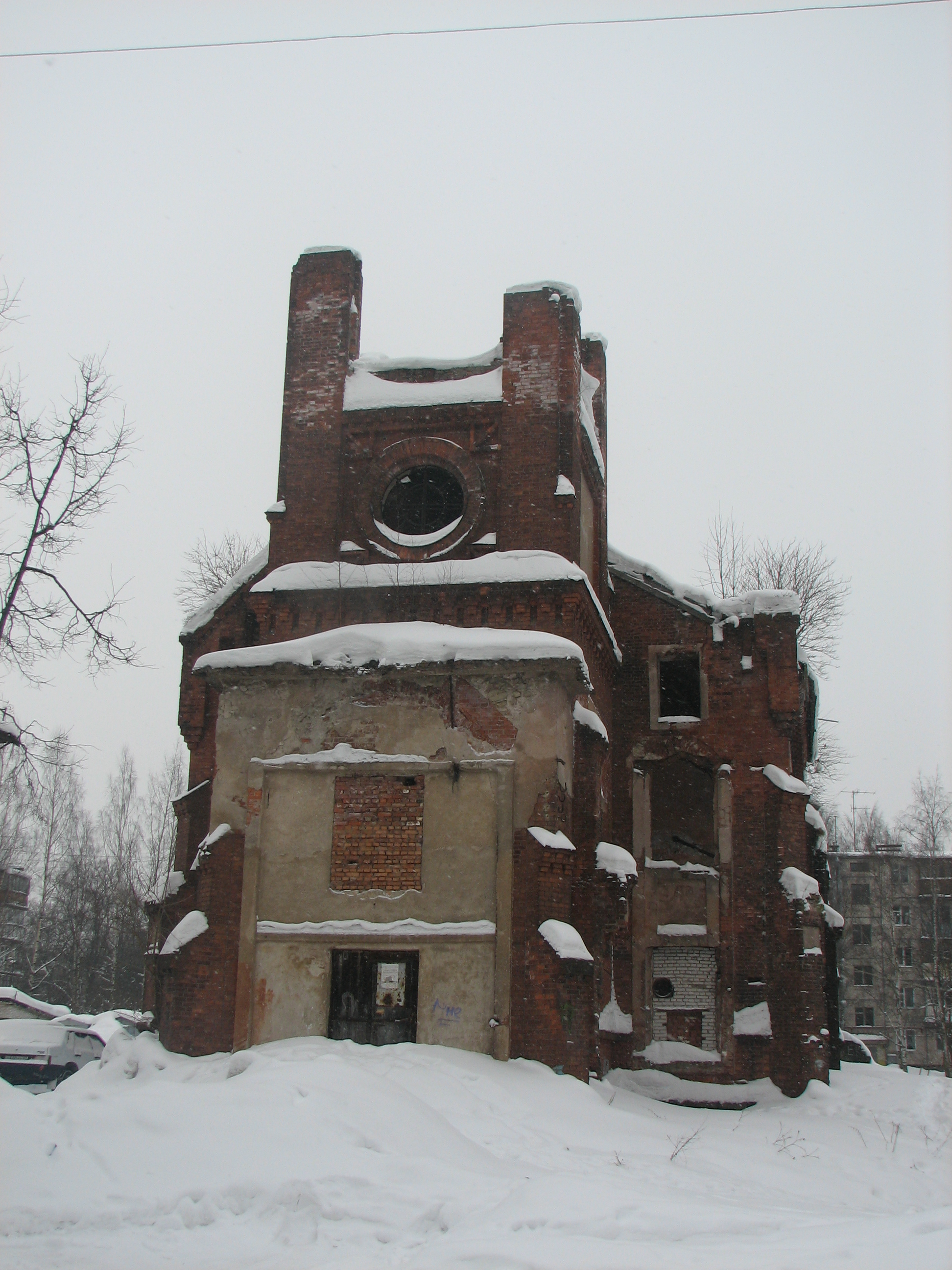
Ruiny kościoła NMP Karmelitańskiej w Gatczynie, dawny kościół polski

- Czechy – Kraj południowomorawski
- Rosja – Karelia
- Białoruś – Obwód homelski
- Polska – Województwo dolnośląskie
- Niemcy – Meklemburgia-Pomorze Przednie
- Rosja – Kraj Stawropolski
- Dania – Gmina Århus
- Rosja – Obwód kałuski
- Białoruś – Obwód mohylewski
- Białoruś – Obwód witebski
- Rosja – Petersburg
- Słowacja – Kraj bańskobystrzycki

## Tablice rejestracyjne
Tablice pojazdów zarejestrowanych w obwodzie leningradzkim mają oznaczenie 47 w prawym górnym rogu nad flagą Rosji i literami RUS.